# うたわれるもの 偽りの仮面
『うたわれるもの 偽りの仮面』（うたわれるもの いつわりのかめん）は、アクアプラスより2015年9月24日に発売されたゲームソフト。
PlayStation 3・PlayStation 4・PlayStation Vitaによる3機種マルチプラットフォームで、セーブデータの共有も可能。
2020年1月23日にはWindows 10移植版が発売された。

## 概要
アクアプラスがLeafブランドで2002年にリリースしたアドベンチャーゲーム・シミュレーションRPG『うたわれるもの』の約13年ぶりとなる新作にして、初の正式続編作品。
続編という形になっていて、前作のキャラクターも登場するが、主要登場人物は一新されており、前作を知らないプレイヤーでもストーリーがほぼ理解できるように配慮されている。
2011年1月にアクアプラスの公式ホームページにて『うたわれるもの2（仮）』として制作が進められていることが発表されていた。
プロデューサーの下川直哉によると本作では前作にあたる『うたわれるもの 散りゆく者への子守唄』を第一部とした、三部作構想の中の第二部に位置するストーリーが展開される。
2015年11月28日 - 29日に開催されたイベント「大アクアプラス祭」で、続編にあたる『うたわれるもの 二人の白皇（ハクオロ）』が2016年9月21日に発売されると発表された。
2015年10月より2016年3月までテレビアニメが放送された。2016年1月から『電撃G'sコミック』で漫画版が連載された。
2018年1月29日に、セガゲームスがPlayStation 4版を、繁体中文版とハングル版に翻訳した上でアジア地域で発売することを発表した。
2019年10月18日には『うたわれるもの ロストフラグ』公開記念として、シミュレーションパートはカットされているが、アドベンチャーパート全編を体験することができる『スマホで読むうたわれるもの』がシリーズ3作品同時にAndroid版、iOS版でそれぞれ無料公開された。
2020年1月23日には英語と繁体中文字幕に対応したWindows 10移植版がSteamにて、続編の『二人の白皇』と同時に販売開始された。

## ゲームシステム
前作と同じく、キャラクター同士の会話でシナリオが進むアドベンチャーパートと、シミュレーションRPGの要素があるシミュレーションパートが存在する。比重はアドベンチャーパートが長くなっており、シミュレーションパートの難易度は高くない。
また前作と同様、プレイヤー（主人公）が移動先を選べる選択肢が登場するが、それによってシナリオの展開が変化することはなくイベント発生順が変わるだけであり、シナリオ（ストーリー）は一本道である。

### 前作からのシミュレーションパートの変更点
シミュレーションパートは前作のシステムをほぼ継承しているが、PS2版『うたわれるもの 散りゆく者への子守歌』と比較すると、主に以下のような変更点がある。
- ゲーム開始後も難易度変更が可能。
- 好きなターン数だけ戦闘を過去に戻してやり直せる「巻き戻し」、いつでも以前にクリアしたマップをやり直して経験値を稼ぐことができる「戦闘回想」の実装。
- キャラクターごとの、自動的に発動される固有スキルの実装（攻撃されたときの反撃、ZOC、エリア支援効果など）。
- 効果範囲や付随効果が異なる複数種類の中から攻撃・回復が選択可能。
- 「連撃」のシステム拡張。従来のリングが小さくなったときにタイミングを合わせてボタンを押す攻撃に加え、円形のバーが一周するタイミングでボタンを離すと成功する「チャージ」が追加。双方とも、タイミングが最適だとクリティカルが発生する。
- 攻撃を受けたときの「錬技」の実装。2つのリングが表示され、重なったときにボタンを押すと、攻撃の回避や防御によるダメージ軽減などが可能。
- 気力システムの大幅な変更（気力がないキャラは一部の技が使えなくなる。逆に気力が最高になると、必殺技を使えたり2回連続行動ができたりする）。
- マップおよびキャラクターの3D化（必殺技のカットインイラストのみ2D）。
- マップに高低差と、跳躍可能な亀裂等を実装（高低差が大きすぎると攻撃や移動ができない。跳躍が可能な高低差および亀裂の大きさはキャラクターごとに異なっており、アイテムで増やすこともできる）。
- 本編終了後、シナリオとは直接関係しない高難易度のマップに挑戦できる「夢幻演武」の実装。
- 協撃（2人以上のキャラクターによる同時攻撃）の廃止。

## あらすじ
青年は、気が付くと記憶を失った状態で、テントの中で少女に介抱されていた。少女がいない間に青年がテントの外に出ると、そこには見たことのない雪原が広がっており、おぼろげな家族の記憶を元にふらふらと歩き出すが、昆虫のような怪物（ボロギギリ）に襲われる。その怪物から逃げようとしたところ、怪物は別のスライム状の生物（タタリ）に飲み込まれ、さらに青年をも襲おうとする。その時、青年を介抱していた少女がやってきて、青年は救出された。少女の名前はクオンといい、旅をしていたところ雪原に倒れていた青年を見つけ、助けたという。
青年には、現在の状況や文化が全く理解できず、クオンに人間にはついていない動物のような耳としっぽがあることも混乱に拍車をかけた。その後クオンは、自分の名を思い出せない青年にハクという名をつける。ハクは行くあてもないため、旅をするクオンに同行することになった。
やがて2人でクジュウリの集落にたどり着いたとき、ハクは体力がない一方、算術が得意だったり、壊れた水車を独力で直したりするのを見て、頭が切れる者であることをクオンは知る。また2人は、ほぼ同時期に集落にやってきたウコンに誘われ、ギギリ駆除の仕事に参加する。一行はボロギギリの出現で危機に陥ったが、ハクとクオンの活躍によって窮地を乗り切り、ウコンに気に入られた。
その後2人は、クジュウリからの荷を運ぶ使者で、同國の姫でもあるルルティエと出会い、彼女とその荷をヤマトの帝都まで護衛するウコンに同行。途中でモズヌという賊に襲われるが、2人はルルティエを守り切ってモズヌを捕らえる。その直後、賊討伐の軍を率いる右近衛大将オシュトルと出会い、モズヌを引き渡した。
やがて帝都に到着してから、クオンはハクが自立できるよう、帝都で彼のための仕事を探そうとするが、2人はルルティエと共に、オシュトルの屋敷に呼び出される。オシュトルは、自分がウコンと同一人物である事を明かし、ハクとクオンのことを見込んで、自分のために隠密の仕事をしてほしいと依頼。クオンが快諾した事でハクも引きずられるように巻き込まれる。こうして2人は、帝都の宿白楼閣を拠点とし、ルルティエや、オシュトルの妹ネコネ、オシュトルの義弟キウルなど、次第に増える仲間と共に、オシュトルが依頼してくる様々な仕事を引き受けるようになった。
そんな中ハクはチリメン問屋の隠居のミトと名乗る謎の老人に呼び出され、身の上話などの相手をさせられるようになる。また白楼閣には、ヤマトの皇女であるアンジュが遊びに来るようになった。アンジュは、自分が好意を抱いているオシュトルの気を惹くため、誘拐された自分をオシュトルに助けさせるという狂言誘拐を考える。アンジュの正体を知る皆が“誘拐役”を断る中、突然現れた、何も知らない義賊のノスリが、この“誘拐役”を引き受けてしまう。ハクたちの活躍によって、この事件はあまり大事にならずに済んだが、アンジュを“救出”したということになったハクは、ヤマトの帝（ミカド）に呼び出され、“褒美”として“鎖の巫（カムナギ）”という能力者であるウルゥル、サラァナを下賜された。またハクは、ミトと名乗っていた老人と、ヤマトの帝が同一人物であることに気が付く。
その後、ヤマト北方にある國ウズールッシャが、ヤマトへの侵攻を開始。ハクの仲間であり、ヤマトの属国シャッホロの姫でもあるアトゥイは、自国を離れられない父の代わりに、戦いに出るよう命じられる。アトゥイは、父の暑苦しい私兵の代わりに、ハク達をこの戦いに連れて行く。その中でハク達は、養女を人質に取られ、剣奴（ナクァン）としてウズールッシャのために戦わされていた剣豪ヤクトワルトに遭遇。クオンやハクは、捕らえられていたヤクトワルト達の家族を救出して、ヤクトワルトたち剣奴を救う。またウズールッシャの軍勢は、オシュトルやライコウらヤマト近衛大将、またヤマト八柱将の力によって撃退された。
それからハクはミトより、ヤマトが占拠したウズールッシャ領内で見つかった遺跡を調査してほしいという依頼を受け、クオンたちと共にその遺跡へと向かう。遺跡に入った途端、ハクは強い既視感を覚える。またハク達は遺跡の中で、冷凍されていたヒトを発見。だがそのヒトが目覚めた途端、タタリとなってハク達を襲ってくるが、皆はからくも逃げだし、遺跡を封印した。
帝都に戻ったハクは、今度は「帝」としてのミトに密かに呼び出され、遺跡でハクが目撃したことを確認される。それから帝は、次第に記憶を取り戻しつつあったハクに対し、この世界の真実の断片を語り出す。それは、地上に住めなくなっていた人類が地下シェルターに籠もって、地上に戻るための研究を行っていたところ、ハクは自分が“兄”の人体実験の被験者となって眠りにつかされたこと、その直後に“災厄”が発生し、“原因不明の奇病”で人類が次々とスライム（タタリ）化していったこと、その中で唯一生き残った人類である“兄”こそがヤマトの“帝”であることだった。
兄は、地上環境に適応したデコイ（亜人種）の中から自分に忠実な者を集めてヤマトを建国し、各地に残されていた旧人類の遺跡を発見・調査することで人類の復活を考え、それと同時に弟、すなわちまだどこかで眠りについたままかもしれないハクの捜索を行っていたということを告げる。そして帝は、自分自身も被験者として人体実験を行っていたため、タタリ化も免れ数百年という長い間生きてこられたと自ら推測していたが、老いによる死が近づいていることも感じていた。そのため、ヤマトという國はアンジュに継いでもらうが、自分が行ってきた研究はハクが引き継いで欲しいということも頼む。
その後、海の向こうの國であるトゥスクルの使節がヤマトにやってくる。クオンは、トゥスクルの使者であるアルルゥとカミュに見つかり、クオンもトゥスクルの出身で、さらにアルルゥたちの“妹分”であることが判明する。
トゥスクルからの使節が帝都より去った後、帝による朝議が開かれる。帝は、消極的な対外政策がウズールッシャの侵攻を招いたとして、トゥスクルへの侵攻を発表した。後に、密かにミトに呼び出されたハクは、トゥスクル侵攻の真の狙いは、外部の者には侵入を禁じられている、トゥスクルのオンカミヤムカイにあると思われる旧人類の遺跡の奪取と調査であり、ハクに研究を引き継がせる前に行う自分の役目だと明かされる。
トゥスクル遠征軍が出立してからしばらくして、オシュトルに呼び出されたハクは、遠征軍にいるヤマトの将ムネチカ達が苦戦を強いられてることを知らされ、支援物資を運ぶと共に、ハクたちとも親しくなっていたムネチカの支えになって欲しいという依頼を受ける。トゥスクルに上陸し、無事にムネチカと合流したハク達だが、突如として帝の崩御という訃報が届き、ヤマトの軍勢は撤退することとなる。ムネチカは、ハク達や他の軍勢の撤退の殿となってトゥスクルに残った。一方、帝都へと帰還したハク達が耳にしたのは、帝とアンジュに毒をもった容疑が、オシュトルにかけられているということであった。
それからハク達はオシュトルと、まだ生きているアンジュ救出のため、宮廷に侵入。ハク達の前には、アンジュを帝の後継者とは認められないという八柱将のヴライが立ちふさがるが、一行はどうにかヴライを倒してオシュトルとアンジュを救い出し、オシュトル達の故郷であるエンナカムイへと逃亡を図る。だが、まだ生きていたヴライは、オシュトルとの決着を求め、仮面（アクルカ）の力を完全に解放して、オシュトルを追う。ヴライが近づいてくることを察知したオシュトルは、仮面の力を解放したヴライに対抗できるのは、同じ仮面の者（アクルトゥルカ）である自分しかいないとして、皆を先に行かせ、自らはヴライを待ち受ける。だが暗殺容疑で過酷な尋問を受け傷ついているオシュトルをそのまま置いてはいけないと、ネコネはオシュトルの元に残ろうとする。やむなくハクは、クオンやアンジュたちはそのまま行かせてから、ネコネに“影から見守るだけ”と念を押して、オシュトルとヴライの戦いを見届けることにする。
そしてハクとネコネの前で、仮面の力を解放して巨人のような姿になったオシュトルとヴライが、ヒトの力を完全に越えた壮絶な戦いを繰り広げる。だが、やがてオシュトルがヴライに押され始めた。そのためネコネは見ていられずオシュトルを助けようとするが、その行動が裏目に出てしまう。男同士の決闘に水を差されたヴライは怒ってネコネを襲うが、ネコネ、そしてネコネをかばおうとするハクを守りながら、オシュトルはついにヴライを倒す。それからヒトの姿に戻ったオシュトルだが、仮面の力を使いすぎたせいか身体は徐々に消えていき、ネコネにはハクの助けになるように、そしてハクには「姫殿下を頼む」と言い残し、自分の仮面をハクに手渡して完全に消滅した。
それからハクは、残されたオシュトルの仮面と衣服を身につけて、ネコネと共にエンナカムイへ到達し、クオン達と合流。そしてオシュトルに扮したハクは「ハクは死んだ」とクオンたち皆に告げ、自分は“右近衛大将オシュトル”として彼の遺志を継ぎ、ヤマトで巻き起こっている謀略からアンジュを守ることを決意する。
一方「ハクの面倒を見る」という口実のもと今まで彼と行動を共にしてきたクオンは、ハクが死んだと聞かされて茫然自失となり、ひとり帰国してゆく。

## 世界観

### 地名
ヤマト
本作の舞台となる大國。皇（オゥルォ）や豪族がそれぞれ治める多数の属国によって構成されており、ヤマト全体は帝（ミカド）によって統治されている。属国を援助する一方、属国の領主から献上品を差し出させ、また参勤交代のように、属国の貴族を勉学させるためという形で帝都に住まわせ人質とし、支配を盤石なものとしている。
帝都（ていと）
ヤマトという国家の中心となっており、数百年前に帝（ミカド）自らが打ち立てたと言われ、今もなお当時と同じ帝が座すると言われる都市。
高い外壁と巨大な正門の内部は、碁盤の目のように整然と整備された道路があり、多数の建物があって人口も多く、普段から市などが賑わっている。地下には水路があるほか、都市内にはオムチャッコという川も流れており、物流の拠点になっている。
聖廟（せいびょう）
帝都の正門から入った大通りをまっすぐ進んだ北にある、一般の者には立ち入りを禁止されている巨大建造物。形状はマヤのピラミッドに似た、頂点が尖っていない2段構造だが、非常に巨大で、石ではないと思われる物体によって覆われている。その実態は旧人類（オンヴィタイカヤン）が残した遺跡。内部には人工の自然環境があり、ハクはそこの庭園で帝と言葉を交わしている。さらにその奥底には、旧人類の研究施設があるという構造になっている。
聖廟手前には宮廷である大内裏（だいだいり）があって、帝の住居があるほか、大内裏の敷地内には側近用の公邸もある。
白楼閣（はくろうかく）
帝都にある旅籠屋。他の同格の宿に比べると料金は6〜8割増しと割高だが、内装や料理の評判は高く、なにより蒸し風呂が一般的なヤマトにおいて、湯船にたっぷり湯を張った大浴場があるのが特徴。そのため風呂好きなクオンは、最初は宿代を聞いて躊躇していたが、大浴場を見てすぐに気を変え、この白楼閣を帝都での拠点に決めた。
白楼閣では、ハク達はそれぞれの個室のほか、仲間達が相談したり款談したりするための「詰め所」として使っている部屋を借りている。最上階の隠し部屋は、カルラの私室となっている。もともとこの旅籠屋は、しばらくヤマトの帝都に留まることにしたカルラが、風呂恋しさに自分で作り主人となったもの。
クジュウリ
ヤマトの属国のひとつで、ルルティエの出身地。ヤマトの西方に位置する小國だが、ルルティエの父オーゼンが皇（オゥルォ）として、自ら陣頭に立って荒れ地を開墾することで國土を広げた。
この國の西方にあるシシリ州で、ハクはクオンに発見された。
エンナカムイ
ヤマトの属国のひとつで、オシュトル、ネコネ、キウルの出身地。キウルはこの國の皇子。豊かとは言えない土地だが、周辺を山々に囲まれた天然の要塞。
シャッホロ
ヤマトの属国のひとつで、アトゥイの出身地。その父ソヤンケクルが皇（オゥルォ）として統治している。ヤマトから見て南方で、気候は亜熱帯に近い。
ナコク
ヤマトの南方に位置する属国。「白磁(イナヴァ)の大橋」という巨大な橋が帝都との街路を結んでおり、西方の国境はシャッホロと接している。
イズルハ
ヤマト八柱将のトキフサが皇（オゥルォ）として国を治めている。
マルルハ
ヤマトの属国のひとつ。たびたびウズールッシャの部族からの攻撃を受けていた。
当初はヤマトの援助もあって、小競り合い程度の争いが繰り返されていただけに収まっていたが、グンドゥルアがウズールッシャの部族を統一して組織的な攻撃を仕掛けてきたことにより、陥落してしまう。
ウズールッシャ
ヤマトの北方に位置する国。遊牧民を中心とする、数多くの少数部族が勢力争いを繰り広げていたが、近年、一代王グンドゥルアによって各部族が統一された。それから肥沃な土地を求めて、ヤマトへの侵攻を開始する。
だがヤマトの反撃に遭い、逆にヤマトに領土を奪われる形で国土を縮小させた。
トゥスクル
前作の舞台だった国家。
ヤマトから見て西方に位置する小さな島国。解放者（ウィツァルネミテア）と呼ばれる神が眠る国と呼ばれている。
季節（潮）によっては、ヤマトとは陸路で移動することも可能だが、時期が限られているため、ヤマトと行き来するには通常は船が使われる。クオンの出身地であり、彼女も船旅でヤマトにやって来た模様。
ヤマトとは比べるまでもない小国で、それまでは商人による細々とした交流があったのみだが、なぜかヤマトの帝が興味を抱いており、アルルゥたちトゥスクルからの使者を公式に受け入れている。だが、ヤマトが求めるオンカミヤムカイの調査をトゥスクルが断ったため、帝は武力で制圧しようとする。一方ムネチカは、トゥスクルの兵を戦慣れしていると評しており、トゥスクルをよく知るクオンは、ヤマトの仮面の者（アクルトゥルカ）の力を目の当たりにしても、戦いではヤマトが負けると評している。
前作では、トゥスクルの周辺（同じ島の中）には多数の國があり、トゥスクルによってほぼ平定されたものの、一部の國は独立を維持していた。例えばカミュは、トゥスクルとは別の國であるオンカミヤムカイの人物である。だが本作ではカミュも「トゥスクルからの使者」となっていて、オンカミヤムカイもトゥスクルの一部であるように語られており、本作の時代におけるトゥスクルおよびその周辺国の関係などは不明。

現実の地理との関連性は、前作解説の世界の謎（地理、歴史）を参照。
ゲーム内で表示される地図によると、ヤマトがあるのは「古代」のロシア東部であり、帝都があるのはマガダン州、クジュウリはハバロフスク地方北部、シャッホロはカムチャツカ半島南部、トゥスクルは作中の地図上では日本の新潟県に位置し、ゲームに登場する地域は北海道と地形が一致する。

### 生物
ギギリ
毒蟲。割とサイズが大きく、ヒトに危害を与えたりする。繁殖期になると一部の個体が成長して、より巨大なボロギギリとなる。ハクが最初に目覚めた後に見た生物がこのボロギギリであった。アニメ版とゲーム版で姿が異なっており、アニメ版はムカデ、ゲーム版ではサソリに近い外見をしている。
タタリ
ボロギギリの次にハクが見た生物。赤いスライムのような姿をしていて、生物ならばなんでも喰らう。暗いところに生息している。生息している個所では大いなる父の遺跡に偏っている。叩いても斬っても水に落としても焼いても、何をしても決して死なない不死の生物。由来については前作で語られた、かつての大いなる父（オンヴィタイカヤン）こと人類が、ウィツァルネミテアの逆鱗に触れたために変貌させられた成れの果て。
ウィツァルネミテアの怒りは現在に渡っても継続しており、例えかつての災厄当時からコールドスリープで逃れたとしても、目覚めた瞬間にタタリへと変貌してしまうほどの凄まじい怒りが今もなお残っている。だがヤマトの帝はその原因についてまでは知らず、「災厄」「原因不明の奇病」と表現している。
タタリについて調べるのはトゥスクルでは忌まわしい出来事から目を背けるような形で禁忌とされており、ヤマトの民にもタタリがオンヴィタイカヤンであることは知られておらず、知れば無かったこととして消されるかもしれないとされている。ハク達はその真実をも目の当たりにしたが、消されるかもしれないために以後はこのことを蒸し返していない。
ウォプタル
別名、ウマ。前作にも登場した生物。身体の形はカンガルーに似ており、4本足だが基本的に2足で歩行する。ウマの別名の通り、馬車を引かせたり、騎乗用の動物として使用されたりしている。恐竜のように毛が生えていない、トゥスクル方面のウォプタルとは異なり、ヤマトにおけるウォプタルは気候などの違いのため、羽毛恐竜に近い。
またウォプタルに乗った騎兵は騎兵衆（ラクシャライ）と呼ばれている。
ホロロン鳥
色鮮やかで、食用などで飼われていることが多い鳥。ルルティエの飼っているココポは、通常のホロロン鳥よりも異常に大きく成長し、色も地味で特殊な個体である。
デコイ
動物のような耳やしっぽなどがある亜人種を、帝が呼ぶ名。
ハクやハクの兄がいたのとは別の研究施設で実験・創造が行われており、ハク達はこの研究を、神をも恐れぬものと忌避していたが、人類滅亡の災厄の後、ただひとりとなったハクの兄は孤独に耐えかね、自らデコイを作り出してしまった。なお、その別の研究施設での人類は亜人種を「マルタ」と呼んでいたが、なぜハク達とその人類との間では呼び名が異なっているのかは不明。

### 用語
仮面（アクルカ）
特殊な力を持つ仮面で、その力を使うと、超人的な力を操ることができる。だが力を使いすぎると、魂を仮面に食われてしまうという。
劇中では4種類確認されており、形状や力の性質はそれぞれ異なる。前作におけるハクオロの仮面を参考にして作られたことが示唆されているが、ハクオロの仮面と異なり着脱は自由。
アニメ版では仮面は4つだけでなく、試作されたと思われるものを含め、多数作られていることが描かれている。
仮面の者（アクルトゥルカ）
ヤマトの帝が功績を認め、仮面を与えた人物、または仮面の力を行使して異形の存在へ変貌した際の呼称。オシュトル、ミカヅチ、ムネチカ、ヴライの4人がいる。これによって行使される力はミカヅチは雷、ムネチカは障壁、ヴライは炎熱、オシュトルは水、といったものである。
常世（コトゥアハムル）
あの世、天国の意。
地獄（ディネボクシリ）
文字通り地獄の意。
大いなる父（オンヴィタイカヤン）
太古に世界を支配し、人を創造したと言われる存在。由来については前作で語られているかつての人類。
人類がタタリ化する災厄が襲った後、隣人家族がいつタタリに変貌するのかという疑心暗鬼にかられ、変貌する段階にいたってなかった者も含めてお互いに殺し合って滅び去った。作中で明確に生き残りとして描かれているのはハクと帝の2名のみで、この事実を知る者はホノカとウルゥル、サラァナなど、ほんの僅かに限られている。
今を生きるヒト達に伝聞でしかわかっていない技術としてはウマもいないのに走る車、たくさんのヒトを飲み込んで遠くまで運ぶ大蛇、空を飛ぶ鉄の巨鳥、星の海を渡る船など。
禍日神（ヌグィソムカミ）
悪魔、疫病神などの意味で使われている言葉。オンヴィタイカヤンを信仰するヤマトでは、トゥスクルに眠るとされるウィツァルネミテアは、オンヴィタイカヤンの作った楽園から人々を追放した禍日神とされている。
剣奴（ナクァン）
人質などを取られて戦わされている、使い捨ての奴隷兵士。ウズールッシャの兵の中に多数おり、その中にヤクトワルトも含まれていた。
アマテラス
前作で語られた、かつての人類が作った人工衛星。今作にて、地球の環境再生こそが本来の役割だと明かされる。だが攻撃に転用してしまえば、地上を滅ぼしかねないほどの力があるため、そんな目的で使うのは愚の骨頂だと言われているが、タタリ化を恐れた人類の戦争に使われてしまった。帝は地上攻撃に使われた後に制御権を奪回し、地上の環境の再生に使った。
真人計画（しんじんけいかく）
帝が進めていた計画。ゲーム版では内容は明言されていないが、アニメ版によると、地上に出られないほどに弱っていた人類の身体能力を向上させ、再び地上へと返り咲くことを目指していた。複数に分散した人類によって、個々に類似の研究が行われていた。

## 登場人物

### 主人公・ヒロイン
ハク
声 - 藤原啓治
本作の主人公。20代の青年であり、ヤマトの西方シシリ州の雪原でクオンと出会う。記憶を失っており自分の名前を思い出せなかったため、クオンに「伝承にまでうたわれし御方の名からいただいた」という名前からハクと名付けられる。後に、クオンが「お守りのようなもの」として大切に持っていた鉄扇を借りて、そのまま武器とするようになる。
子供でもできるような力仕事にも苦労するほど体力不足で、何かにつけては仕事をさぼろうとする。その一方、頭の回転が速く洞察力があって機転が利き、数学や化学などの勉学を得意とする。記憶が無いためか文字は読めなかったが、それもすぐに覚えていった。
甘い菓子が好きで、ルルティエと新作菓子を作る時にも、化学の知識を応用している。酒も好み、宴会などに目が無い。時々、イタズラでオシュトルにも変装したりしてオシュトルの一番の関係者であるネコネにも見破れないほどに変装と物真似が上手だった。
不思議と動物に好かれやすく、劇中に登場するウォプタル達やココポ、クラリンらと困惑しながらもすぐに打ち解けている。
「ハクの仕事を探すため」という名目で、クオンによって帝都に連れてこられる過程でオシュトルに人柄や才覚を認められ、クオンと共にオシュトルに雇われて活動するようになる。そういった仕事の中、危機的な状況に陥っても即興で的確な作戦を考えては、皆に指示を与えていくようになる。
正体は、旧時代の支配者たる人類（この世界でオンヴィタイカヤンと呼ばれる存在）の生き残り。兄によって人体実験の被験者とされた後に眠らされ、その数百年後となる現代に目覚めた。
オシュトルの死に際に仮面を託され、アンジュを頼むと言われ、オシュトルの死を隠して彼の遺志を継ぎ「ハクは死んだ」「我が名はオシュトル」という“偽りの仮面”を被り、修羅の道へと突き進む。
シミュレーションパート
先述のように鉄扇を武器とするが、攻撃力は低め。だがレベルが上がると回復能力や、周囲の味方ユニットに対する支援効果を得られる。
アニメ版
ゲーム版では、最初から化学知識があって菓子作りなどに使っていたように描かれているが、アニメ版では記憶が蘇ってから化学知識も復活したらしく、20話でその知識を初めて爆弾作りに使ったように描かれている。オシュトルを初め多くの有力な人々とのかかわりの中、その存在感を増していく事で、後に分裂していくヤマトの中で帝室復権を旗印にヤマト再統一を導く存在となっていく。
クオン
声 - 種田梨沙
本作のヒロイン。各地を一人旅していた少女で、記憶を失っていた青年を助け、ハクと名付ける。薬師（くすし）である一方、苦無を主な武器とした体術にも優れる。そのためか相手の強さを見極める能力も高く、例えばアトゥイがかなりの強者であることを一目で見抜いている。
ハクを拾った責任者として、ハクが自立できるようになるまで面倒を見ることを自分の義務とし、彼を自分の旅に連れ回すようになる。この経緯や、ハクがこの世界についての知識が無いため、彼の保護者のように振る舞い、ハクが仕事をさぼったときなど「お説教」「お仕置き」としてハクを正座させたり、しっぽで締め上げたりすることがあり、自分以上にハクへの態度や女性的な処世が上手な人間を見るとショックを受けることもある。
しゃべるとき、語尾に「～かな」と付けるのが特徴。活動的で時に上品で気品がある面を見せることがある。またしたたかな一面も持ち、言質などから相手を追い込むことが得意。一方、機嫌がよくなると表情に表れずともしっぽが揺れ動いたり、自分のこととなると隠し事をしているのが露骨に態度に表れることがある。
相当な風呂好きで、旅のさなかでもわざわざ水を汲んで、湧かした湯に浸かるのをいとわず、風呂のことになると人が変わる事もあるほど。また見かけによらず大食いで、自分で料理もできるが、ルルティエに比べると味付けや盛り付けなどは大ざっぱ（ハクには「男の料理」と評されている）。酒もたしなみ、特にハチミツ酒が好物。古代の遺跡・文献調査なども趣味とている。
出身地はトゥスクルで、かつて（前作の主人公である）ハクオロに仕えていた者達を親代わりとして育っており、幼い頃から、学問や武術をその者達から学んだほか、名は出ないが薬師としての技術も（前作のヒロインである）エルルゥから学んだことが示唆されている。そんな状況で育ったため、家族は多いが友人はほとんどいなかった。
旅路の身であるが愛郷心は強く、ヤマト帝都の発展ぶりを見て悔しがる場面などがある。一方「約束の期限」を過ぎたため、アルルゥなどから帰国を求められているが、ハクの面倒を見ることなどを理由に、帰国を渋っている。
ハクがオシュトルから引き受けた、トゥスクル遠征軍への救援という依頼を持ってきたときには、母国への侵攻に荷担することになるため逡巡したが、ハクや、トゥスクル遠征軍に加わっていたムネチカを案ずる心もあり、傍観者でいるよりは自分も加わることを選び、ハク達と共にオシュトルの依頼を引き受けた。
帝の暗殺の混乱の騒動の最中、ハク、ネコネ、オシュトルと分断される状況となり、ハクは帰ってくるのだと信じて待つ。だが、戻ってきたオシュトルによってハクが死んだと聞かされて鉄扇を返されると、失意により自分が扇を落としたことも気づかぬまま、茫然自失となって故国へと一人帰っていく。
その途中でオシュトルの関係者を狙ってきた暗殺者達に捕らえられるが、彼らを超常能力を用いて人体発火・人体凍結・人体腐敗などで返り討ちにした。その後、彼女を迎えに来たオボロによって、自分がハクに対して抱いていた本当の気持ちに気づき、涙する。
明言は避けられているが、クロウから「我が魂魄を捧げた御方の愛しき忘れ形見」と言われたり、オボロがハクに“娘”の話をするとき、“娘の母”は生まれつき病弱で、娘を産んですぐ死んだと語ったりしていることや、本編最後にオボロがクオンに語りかける言葉、また耳やしっぽの形などから、前作ゲーム版エピローグで描かれている、ハクオロとユズハの間に生まれた娘であることが強く示唆されている。
シミュレーションパート
苦無や格闘術で戦い、ある程度の遠距離攻撃能力もある。また薬師として味方の回復能力などもある、マルチロールなキャラ。周囲の味方の気力を回復させる能力もある。
アニメ版
能力を用いるタイミングが異なっており、帝都でアンジュを連れてノスリと共に逃走していた最中、ライコウの手勢を一瞬で飛来した矢ごと消し飛ばした。

### 主人公の仲間となる人物たち
ウコン
声 - 利根健太朗
クオンが、ハクを見つけた後最初に立ち寄った、クジュウリ國シシリ州の集落で出会った男性で、ネコネの兄にあたる風来人。ハクとクオンのことを気に入り、ギギリ駆除や、帝都へ運ぶ貢物の護衛といった自分の仕事に、ハク達を誘う。
その正体はヤマト右近衛大将オシュトルで、仮面（アクルカ）を外し、髪をぼさぼさにして付け髭をつけ、変装した姿。口調や態度も、オシュトルの姿の時は改まっているが、ウコンの姿の時は垢抜けて、さばさばとした状態になっている。
オシュトルは官位が上がりすぎて小規模な行動が取りにくくなったため、ウコンとして隠密活動などをするようになったが、次第にウコンのほうも有名になって正体を探られはじめたため、ウコンとしての仕事をハク達に引き継がせる。しかしその後も、ウコンの姿でいる方が気楽なため、よくウコンとして白楼閣に現れては、ハク達と酒を飲むなどしている。
シミュレーションパートには基本的に参加せず、プレイヤーが操作することはできない。2018年にリメイク版が発売されたうたわれるもののダウンロードコンテンツにて操作可能ユニットとして登場する｡
ネコネ
声 - 水瀬いのり
史上最年少で、数年に一人しか合格者が出ないという殿試に合格した才女。本来は哲学士の資格を得るはずが、幼すぎたせいで保留にされているため学徒扱い。呪法の使い手で、豊富な知識とは裏腹に、子どもっぽい一面が目立つ。
ウコン（オシュトル）の妹で、ウコンを「兄（あに）さま」と呼んで溺愛しており、兄を侮辱する者には容赦ない。また大人ぶろうとし、ウコンに撫でられるなどすると照れて抗議するものの、嫌がらないブラコン。なおオシュトルの政敵などに利用されるのを避けるため、あくまでネコネは、オシュトルではなくウコンの妹ということになっていて本人たちもそのように振る舞うようにしており、事実を知る者は少ない。だがネコネ個人は幼き才女として、宮廷などではそれなりに有名な人物になっている。
幼いときから本の虫で、同年代の子供達と馴染めずにいたため、人付き合いが苦手。だが遺跡や古代の文献調査などといった同じ趣味で意気投合したクオンを「姉（あね）さま」と慕うようになり、義姉妹の契を結ぶ。理想の兄であるオシュトルに比べると欠点が多いハクに対しては辛辣で、ハクがデリカシーのない発言などをすると、杖で殴ったり脛を蹴ったりしているが、苦手なものがあるとハクの後ろに隠れるようになるなど、「兄以外の人間にここまで気を許すのは珍しい」と言われるようになる。
「本だけでは得られない知識を得てほしい」というウコンによってハク達の元に身を預けられ、仲間となる。
帝暗殺とアンジュ暗殺未遂の混乱の最中、オシュトルの死に大きな関わりを持ってしまったために大きな罪の意識を背負うこととなった。兄の遺言によって“偽りの仮面”の真実を守り続ける立場となったが、目つきと声音は死人同然に変わり果てた。
シミュレーションパート
呪法を使った遠距離攻撃と、回復や防御力強化の術が使え、ダメージや回復が持続するエリアを作ることができる。さらにレベルが上がると、攻撃の術と防御の術の同時使用が可能になる。また、囮などとして使える、呪符による人形を召喚できる。
アニメ版
古代の遺跡調査などという趣味でクオンと意気投合するという話は出ず、クオンやハクの人柄に自然と惹かれていったように描かれている。クオンとの義姉妹の契の話もない。
ウズールッシャとの戦いが始まったときには、キウルと共にオシュトルに同行し、ハクより先行して出陣している。
オシュトルの死の時の状況や行動は、原作と大きく異なっている。
マロロ
声 - 杉山大
ウコンの従者である男性。白塗りの顔に、一人称が「マロ」で語尾に「おじゃる」をつけるなど、公家のような容姿と言動が特徴。ネコネと同じく、殿試に合格した人物（助学士）で、呪法の使い手。自分は助学士となった一方、ネコネは幼いために学徒扱いにされているが、実際はネコネが得るはずの資格である哲学士のほうが位が高いため、学士であることなどについてネコネに皮肉を言われても言い返せず、頭が上がらないでいる。貴族の出身だが、祖父や父の散財のせいで家は没落してしまっているため、どうにか立て直そうと努力しているが、自分自身も風雅な趣味の造詣が深いため思わぬ出費をしてしまうことがあり、なかなか成功しない。
ウコンら一行と共に、クジュウリからの荷を護衛する任についていたとき、ハク達に出会う。ギギリ退治などで自分を助けたハクを「心の友」と呼ぶようになる。当初、ウコンの仕事を引き継いだハクの仲間になりたがっていたが、「学士の俸禄は高給であり、その相場を安易に下げることもできないため支払えないから雇えない」としてクオン達に断られ、落胆している。だがウコンらと共に、時折白楼閣でハク達と酒を飲んでいる。
その後金策のため、やむなくデコポンポの采配師として雇用され、ウズールッシャとの戦でデコポンポらに同行する。だが、マロロの適切な助言はことごとくデコポンポに無視され、さらにデコポンポ敗戦の責任を押しつけられた。
学士として、ウズールッシャの遺跡にいたところ、同じく遺跡を調査するためにやってきたハクと再会し、共に遺跡に入っている。
デコポンポがトゥスクルに遠征することになった時にも、デコポンポの采配師として同行。その後、帝崩御の知らせを受け、デコポンポらと共に帰国している。
シミュレーションパート
呪法を使った遠距離攻撃が使える。
ルルティエ
声 - 加隈亜衣
ヤマトの属国クジュウリの姫君で、15人兄妹の末女。父はクジュウリ皇で、ヤマト八柱将でもあるオーゼン。帝へ貢物を運ぶ使者として、ヤマトの帝都に向かっていたところをウコン達が護衛することになり、ハク、クオンも同行して、帝都へと向かう。故郷の城から出ることはほとんどなかったため、友人と言える人物はいなかったが、似た境遇で育ったクオンから積極的に話しかけられて親しくなり、またハクを慕うようになる。ペットはホロロン鳥のココポ。
性格は気弱で家庭的。裁縫や料理が好きで、故郷の城でも厨房を仕切っていた。白楼閣でも皆の茶を入れたり、厨房を借りて皆の食事を作ったり、ハクの知恵を元に新作菓子作りに挑戦したりするようになる。一方で密かな耽美趣味があり、帝都に来たときも、事前に調べていた店から、その趣味の本を買いにいくなどしている。
帝都にやってきた後、オーゼンの計らいで見聞を広げるためオシュトルのもとに身を預けられることになり、そのままオシュトル（ウコン）によって、ハクの仲間として身を預けられた。
シミュレーションパート
ココポに乗って戦う。体力が非常に高い上ZOC効果もあるため、敵に対する近接攻撃役のほか、味方に対するタンク（盾）役として活躍できる。
アニメ版
料理をしている描写は僅かにあるが、ハクと菓子作りをしている描写はない。また耽美趣味が強調されており、ウコンとハクの関係を妄想するなどしている。
ココポに乗って戦う戦闘描写はないが、ウズールッシャとの戦いが始まったときは、アトゥイと同様に父の名代として出陣を命じられている。
キウル
声 - 村瀬歩
ヤマトの属国エンナカムイの皇子で、弓を使う少年。同郷の出身であるオシュトルとは義兄弟の契りを結んでいる。またネコネを慕っているが、彼女からは全く相手にされていない（ネコネは、キウルが積極的に話しかけてくるのは、自分がキウルの義兄であるオシュトルの妹にすぎないからだと思っている）。素朴な性格ゆえに、周囲の人間が持ち込むトラブルに振り回されることが多く、そのストレスでいつも腹痛に悩まされている。
オシュトルの元で修行を積むため、皇女の聖誕祭にあわせて帝都にやってくる。最初、ウコン（オシュトル）によってハクのもとに預けられようとした時は、あくまでオシュトルのもとで修練するつもりでいたため乗り気ではなかったが、ネコネもハクの元にいることを知るとすぐに態度を変え、ハクの仲間となった。
帝の崩御後、囚われの身にあったオシュトルとアンジュが救出されると、オシュトルに頼まれ、彼直属の手兵を逃がすための連絡を引き受けて、オウギと共に帝都に残った。
シミュレーションパート
弓矢で戦う。レベルが上がれば、移動しないで射撃することにより矢による連続攻撃が可能になるため、適切な場所に配置すれば、非常に高い攻撃力を発揮する。さらに回復能力なども使用できるようになる。
アニメ版
初登場時、行方不明になったアトゥイの捜索をオシュトルに依頼されて彼女を追っていたところ、ハク達と遭遇した形となっている。この時「内密に」とオシュトルに言われていたため、原作では描写がない覆面をつけている。
ウズールッシャの攻撃が始まったときには、オシュトルの兵に同行する形でネコネと共に、ハクに先行して出陣している。
またトゥスクル遠征の際には、エンナカムイ皇の名代として、ムネチカらと共に、ハクより先行してトゥスクルに向かっている。また帝都に帰還後、オシュトルとアンジュ救出後の避難場所としてエンナカムイを提案し、彼らを受け入れるよう説得するため、シノノンを連れて一足先にエンナカムイへ向かっている。
アトゥイ
声 - 原由実
ヤマトの属国シャッホロの姫で、ヤマト八柱将でもあるソヤンケクルの娘。恋愛話が好きで、惚れっぽい性格。やわらかい言葉遣いをし、ハクを「おにーさん」と呼ぶほか、ルルティエを「ルルやん」、ネコネを「ネコやん」と呼ぶなど、独特の愛称を他人に付けて呼ぶことがある。一方、かつて幼い自分を背負って戦っていたソヤンケクルの影響か、強そうな相手などを見ると戦ってみないと気が済まず、ウルゥルによると「シャッホロの狂い姫」などと呼ばれているというほどで（アトゥイ本人は褒め言葉と受け取っている）、戦いでもすぐ突出しようとする戦闘狂。折り畳みが可能な二叉の槍を持ち歩いている。クラリンという、空中を漂うクラゲのような生物をペットにしている。
皇女の聖誕祭に合わせて帝都にやって来るが、連れの者から逃げ出して追っ手も叩きのめし、父が用意した屋敷も無視して「せっかく帝都にまで来たのだから恋がしたい」などと言い、帝都で評判の旅籠屋だという白楼閣で過ごそうとしていたところ、町中から白楼閣に戻ろうとしていたハクと偶然出会い、宿まで案内された。
その後、オシュトルの依頼でハクが護衛することになったユゥリに一目惚れし、クオンがアトゥイの強さを見抜いたこともあって引き込まれ、なあなあのうちにハクの仲間となる。
ウズールッシャがヤマトに侵攻してきたときには、国を離れられないソヤンケクルの代わりに戦に出るよう求められたが、ソヤンケクルの暑苦しくてむさ苦しい私兵を連れて行くのを嫌がったため、オシュトルの許可を得て、代わりにハク達を戦いに連れて行った。
シミュレーションパート
槍で戦い、クラリンも攻撃に参加することがある。槍による長めの射程や、攻撃後に再度移動が可能になる能力も使えるようになるため、ヒット&アウェイなど機動性の高い近接戦闘が可能となる。
アニメ版
ユゥリの話は登場せず、帝都を散策していたハクに出会って共にあちこち歩き回るなどした後、単に白楼閣に泊まることになって、そのままハクの仲間となっている。また戦闘狂の描写はほとんどない。
ノスリ
声 - 山本希望
弓使いの少女で、前作におけるトウカ、ゲンジマルと同じ、エヴェンクルガの出身。没落した家を再興するため、ノスリ旅団という義賊の長として、役人の不正を暴いたり悪徳商人から金を奪って庶民に与えるような活動をしているが、思い込みが激しく行動も大ざっぱなため、助けられるはずの側からひんしゅくを買うこともある。「いい女」という言葉をよく口にし、常に自分も「いい女」であろうとしている。
モズヌ一党と手を組み、帝都に向かっていたルルティエ一行の荷を奪うが、それは女子供など弱者も襲うモズヌを許せなかったため、モズヌのアジトを突き止めるというオシュトルの計略に協力したものであった。オシュトルの事は私利私欲がない人物として認めてはいるが、慎重すぎて行動が遅いとも批判している（正確にはノスリの方が直情的に動きすぎている）。だがそういった批判もオウギによれば「憧れの裏返し」とのこと。
アンジュの正体に気付かないまま、アンジュが言い出した狂言誘拐に協力してしまう。その騒動が一段落した後、オシュトルの提案に乗り、オウギを除く配下の旅団の者を解散させて、しばらく目立たないためにもハクの仲間となる。以後はハクの指示で、オウギと共に斥候の役目を行っていることが多い。
シミュレーションパート
弓矢で戦う。キウルは移動すると直後の攻撃が不利となるが、ノスリにはその制約がないため、常に新しい標的を狙って動かしつつ遠隔攻撃させることが可能。
アニメ版
狂言誘拐事件の後オシュトルにより、ハクが「目付」になるべくノスリとオウギの身柄を預けられた形となっている。また「旅団」の他の配下も登場しない。
オウギ
声 - 櫻井孝宏
ノスリの弟で、エヴェンクルガの出身。いつも姉を褒め称えて、引き立てるような言動を行っている。その一方、姉とは対照的に理知的で、思い込んだら止まらないノスリを制御するため、ノスリを止めようとする代わりに、時にはノスリ本人をも平気で騙しつつ補佐している。
以前からオシュトルと繋がりがあり、ノスリを腹芸で誘導しつつ、「利害の一致」でオシュトルに協力している。これもノスリを引き立てる行動の一環であり、オシュトルの依頼で動いていることは、大抵ノスリには伏せられている。
ノスリによるアンジュの狂言誘拐でも、最初からアンジュの正体などに気付いていたが、事を最小限に抑えつつ、ノスリの行動を引き立てるために暗躍している。その騒動が一段落した後、ノスリと共にハクの仲間となる。
帝の崩御後、囚われの身にあったオシュトルとアンジュが救出されると、ハク達が逃亡するのに紛れる混乱を引き起こすための彼の策により、閉め出されていたライコウとデコポンポ及びその手兵を帝都に入れるため、キウルと共に帝都に残った。また、ヴライが生きていることを知ると、彼が帝位を簒奪しようとしているという情報や、アンジュの居場所の偽情報をキウルと共に流し、混乱を助長させてハク達のための時間を稼いでいる。
シミュレーションパート
二刀流で戦う。敵をすり抜けたり敵のZOCを無視したりすることができるなど移動力が高く、相手の背後を取ると攻撃が有利となる能力も使用できるようになる。
ウルゥル、サラァナ
声 - 佐倉綾音
ホノカの娘である双子の姉妹。鎖の巫（カムナギ）と呼ばれる能力者で、術法の使い手。外見は姉妹で非常によく似ているが、ウルゥルは色白で、サラァナはやや色黒。ウルゥルは言葉数が少なくぶっきらぼうな雰囲気で、サラァナはウルゥルの言葉を補足し説明することが多い。
クジュウリからの荷およびルルティエと、ウコン、ハク、クオンが合流した頃より、2人揃って黒いベールを纏った状態で現れ、全く言葉を話さないまま、ハクにつきまとうように神出鬼没を繰り返す。帝都に着いた後は一時姿を消すが、「ミト」と名乗る老人の元へハクを案内するかのように、再び現れる。この時もベールを纏っていて、終始無言である。
その後、悪漢から皇女アンジュを救い出した（ということにされた）ハクに、「褒美」として帝より下賜され、初めてベールや外衣を外した姿を見せ、言葉を発した。オシュトルによると、たとえどんな手柄を立てたとしても、一市民に過ぎないハクに鎖の巫が下賜されるのは前代未聞のことであり、城を賜る以上の壮挙であるという。
以後ウルゥルとサラァナは、ハクを「主（あるじ）様」と呼び、食事から夜伽に至るまで、ありとあらゆる世話を焼こうとし、寝所にまで潜り込んでこようとする。またハクの護衛および、ハクと帝（ミト）の連絡役を勤めるようになる。ヤマトの深層にある旧人類の遺跡にも帝と共に奥底まで入れたり、帝による今のヒトの始まりの話を聞いていることから、ホノカと同様に帝とハク達旧人類のことも知っている。
鎖の巫というのは“仮面の者”がヤマトに反逆した時のための対抗措置と言える存在で、大封印（オンリィヤーク）を扱うことができる。
シミュレーションパート
ウルゥルとサラァナ2人で1ユニット扱い。術法を使った遠距離範囲攻撃火力が非常に高い反面、その他の能力は非常に低い。ネコネ同様、囮を作る能力もある。
アニメ版
帝都からの逃走の最中、ハク、ネコネ、オシュトルと共に同行しヴライに大封印で力を弱体化させた。最後の“偽りの仮面”を知る真実の一人として、ハクとオシュトルの違和感を隠すなどしてオシュトルの傍付という立場となる。
ヤクトワルト
声 - 江口拓也
特定の人物に仕えることをせず、各国を渡り歩く剣豪。速すぎて剣先が陽炎のようにしか見えないということにより「陽炎のヤクトワルト」の異名を持つ。帝の御前試合に飛び入り参加して、全勝したほどの使い手。いつもキセルを口にくわえており、飄々とした雰囲気で話す。シノノンという養女がいる。
シノノンを人質に取られ、剣奴（ナクァン）としてウズールッシャのために戦うことを余儀なくされていたが、クオンと出会ったとき、彼女がハク達にも見せたことがない威厳ある声で、自分たちが差し伸べる救いの手を受け取るか選択を求めたとき、クオンに賭けることにする。その後、ハクやクオンの助けを得て無事シノノンの救出に成功したあと、クオンに誘われ、ハク達の仲間となる。
シミュレーションパート
居合いの剣術で戦う。攻撃を受けたときの豊富な回避・反撃能力やZOC効果を持ち、近接戦闘能力が特に高い。
アニメ版
最初にクオンから話を聞く場面はなく、偶然別行動していたハクやルルティエ達が助けたシノノンを見て、ヤマトの側についたようになっている。

### 主人公の仲間の関係者
ココポ
声 - 米澤円
ルルティエが飼っているホロロン鳥。通常のホロロン鳥よりも非常に巨大で、ルルティエが乗れるほど。
通常は空を飛ばずに歩いており、荷車を引いていることもある。ルルティエ以外の人にはなかなか懐かず、特にルルティエに対する害意に敏感で、彼女を害そうという者などに対しては蹴る、つつくなどの行動で暴れる。一方でハクには初対面から懐いている。性別は不明。
初めてモズヌと遭遇した際、ルルティエを人質に取ろうとしたモズヌを叩きのめしたため、モズヌからは疫日神（ヌグィソムカミ）呼ばわりされている。
後にうたわれるものロストフラグのキャラエピソードにて卵を出産、雌だと判明した。
アニメ版
アルルゥが連れてきて同じ厩舎に入れられたムックルと友情（？）を育み、ムックルがアルルゥ、カミュと共に去って行くときは、涙目になって翼を振っている描写がある。
またトゥスクル遠征時、ムネチカ達の陣に向かおうとしていたところ、見つけたムックルを追おうとして飛び出し、他のヤマトの部隊と引き離され、そのままムネチカ達の陣に到着している。
クラリン
声 - 三宅麻理恵
アトゥイのペット。半透明な身体で2本の触手があり、空中を漂うクラゲのような生物。アトゥイの帽子のように、頭におさまっていることがある。小さな昆虫などを主な餌とする。触手から、相手を痺れさせる攻撃を繰り出すことがある。
アニメ版
公式サイトでアトゥイと共に紹介されているが、登場シーンは第8話、第25話など僅かで、アトゥイと行動を共にしている場面はほとんどない。
シノノン
声 - 久野美咲
ヤクトワルトの養女。男の子のような口調だが、比較的おとなしい性格。ヤクトワルトを剣奴（ナクァン）にするため囚われていたが、預けられていたエントゥアにはとても優しくされていた。
ヤクトワルトのことは「とぉちゃん」と呼んでいる。実父と思われる「とうさま」と呼ぶ人物については詳しく語られておらず、生死不明。
ハク一行の中では特にキウルに懐いているが、キウルのことを手下のようにも思っているらしい。
アニメ版
ハクよりも一足先に出発したキウルと共に、エンナカムイへと向かっている。

### ヤマトの人物

#### 帝とその関係者
帝（ミカド）
声 - 木村雅史
ヤマトを統治し、絶対的権力を持つ人物。老人の姿をしており、足が不自由で車椅子を使っているが、数百年生きているといわれている。帝都には壮年時の帝の像があるほか、姿絵なども出回っているが、現在は長らく一般庶民の前には姿を現していない。
聡明で博識な賢君として、諸将の忠誠を一身に集める大人物であると同時に、ヤマトの民からは現人神、太陽のような御方として崇拝されている。帝本人は威厳があるものの穏やかで、滅多に怒ることはないが、帝の意向に逆らうことは許されないことと、ヤマトの民には考えられている。
オシュトルがハク一行を都へ導いた直後、ウルゥル、サラァナよりハクについての報告を受け驚喜した一方、ハクが記憶を失っていることも知らされて、しばらく様子を見ることにする。そこでハク達が帝都に到着してからしばらくして、ウルゥル、サラァナを使ってハクを、聖廟にある庭園へと呼び出すと、「チリメン問屋の隠居のミト」と名乗って正体を隠し、ハクから、記憶を失って目覚めた後に起こったことなどの身の上話を聞いている。
アンジュの狂言による誘拐騒動が一段落すると、アンジュを救出した（ということにされた）ハクを、帝として宮廷に呼び出し、“褒美”としてウルゥル、サラァナを下賜した（真の目的は、ハクの護衛および自分との連絡役を務めさせるため）。その後も時折「ミト」としてハクを呼び出し、茶や酒などを飲みながら話をしている。
ゲーム版ではハク達がタタリの正体を目の当たりにするウズールッシャの遺跡の調査の後、ハクに自らの真実を明かす。
その正体は旧人類（オンヴィタイカヤン）の生き残りで、ハクの実の兄。過去に起きた旧人類がタタリへと変貌させられた災厄を目の当たりにし、そこから生じた人類同士の殺し合いからただ一人逃れた。自分がタタリになるのが避けられたのは、自分自身を基礎体力向上などの被験者にしたためではないかと自ら推察している。同時にこの研究は意図せず、寿命を通常の人間よりもはるかに伸ばすことにも繋がった。
その後、アマテラスの制御を取り戻して地上環境を整え、地上に出ることに成功するが、孤独のあまりデコイを作って文明を起こさせ、今に至るまで生き延びてきた。それから旧人類復活と、眠りにつかせていたハクの捜索のため、ヤマトを建国して敵対勢力を排除し、占拠した各地の遺跡から得られた情報を元に、研究を続けていた。
だが、延びた寿命をもってしても老化は避けられず、残りの命は短いものとなりつつある。ヤマトの帝の座はアンジュに継承させる一方、最後に残った人として、自分が行ってきた研究をハクに委ねようとする。トゥスクルの先皇の陵とされる、旧人類の過去の研究所であった遺跡があるオンカミヤムカイの調査を要望し続けたが断られ、自らの最後の成すべきこととして、ヤマトの軍にトゥスクルへ侵攻を命ずる。しかし侵攻の最中に突如として崩御。その後の薬師の調査で、毒を盛られたと言われており、その容疑者としてオシュトルとホノカの名が上げられることになった。
アニメ版
帝の死因は語られておらず、帝殺害の容疑者とされているものはいないが、（弟の）ハクはタイミング的にアンジュ暗殺事件と連動した謀略とみなし、（オシュトルの姿で）帝族抹殺によるヤマト簒奪の為の謀略と断じて帝室復権の為の蜂起を促すプロパガンダとした。
アンジュ
声 - 赤﨑千夏
ヤマトの皇女。ヤマトの多くの民から愛されている一方、子供らしく天真爛漫で時に我が儘な振る舞いを行い、世情にも疎いため、たびたび周囲を困らせるところがある。皇女とはいえ厳しく育てられており、ムネチカに尻を叩かれて説教されることなどもある。
皇女の聖誕祭が行われたときハクたちは、薄布に隠れていたアンジュの顔をよく見ることができなかった。その後、ハクがオシュトルに雇われていることを知ったアンジュは、オシュトルに会おうとして白楼閣に現れるが、ルルティエが作った菓子を勝手に食べるなど、好き放題にしていた。この時、アンジュが皇女だとすぐに気付いたのはネコネだけである。この時はアンジュ自身の発言から、彼女が「皇女」という立場が使えないよう追い詰めたクオンによって絞られ、捨て台詞を吐いて逃げ帰っている。だがその後も菓子などを目当てに、宮廷を抜け出しては白楼閣に姿を現している。
また白楼閣の詰め所にいたとき、ルルティエが隠していた本を見つけ、どこまで内容を理解しているのかは不明だが「男同士の友情」の素晴らしさに目覚めている。
よく、帝都の外の話をしてくれたオシュトルに好意を抱いている。オシュトルは立場もあるため好意に気付かぬふりをしているが、そのことが理解できず不満。そんな話を白楼閣でしていたとき、アトゥイが語った「誘拐された女を助ける男の物語」を聞き、狂言誘拐として実行しようと考えるが、アンジュを知る皆に「自分を誘拐する役」を断られたところ、アンジュの正体に気付かないノスリが突然その場に現れ、この話に乗ってしまう。
その後、アンジュを「拉致していった」場所に実際にオシュトルが現れ、狂言誘拐という行動に走らせた「姫殿下の目を曇らせた責任」として右近衛大将を辞すると言い出したときは「余の悪戯で忠臣を失っては御父上に申し開きようもない」とさすがに反省し、オシュトルに頭を下げて詫びた。だがその後、さらにムネチカに尻を叩かれて絞られている。
聖誕祭の後は、滅多に民の前に姿を現さない帝の代理として、たびたび民の前に姿を現している。その後、父にあたる帝の急死により泣きじゃくっていたが、帝の後継者として泣いてばかりはいられないと決意したのもつかの間、オシュトルが用意したとされる、毒が盛られた茶を飲んで倒れてしまい、一命は取り留めたものの、意識が混濁し、さらに喉が焼かれて声が出せない状態となっている。だがどうにかハク達に救出され、エンナカムイへと運ばれた。
本人によると「天子」として祝福された存在のため、いくら食べても太らないなど特殊な体質であり、また常人なら死に至るほどの毒でもある程度耐えられるという。その正体は、帝の実娘が災厄でタタリへと変貌した後、帝が実娘の遺伝子を元に作りだしたヒト（デコイ）。
ホノカ
声 - 矢作紗友里
ヤマトの祭祀などを司る大宮司で、いつも帝の側に仕えている女性。アンジュの本来の教育係（東宮傅）でもある。ウルゥル、サラァナの母。
最初、「ミト」を名乗る帝の付き人として現れ、ハクに緑茶などを振る舞っている。この時ハクは、なぜかホノカに既視感を覚えるが、ホノカ自身はハクとは初対面と答えている。その後、誘拐されたアンジュを“救出”したハクが、帝の前に呼び出されたときにも帝の付き人として現れ、「ミト」と「帝」が同一人物であるとハクが気付くことになった。
トゥスクル遠征軍出発後の帝の突然の死が毒殺だったことが判明すると、ホノカは帝暗殺の共謀を図った容疑者にされるが、エントゥアに対しハクに助けを求めるよう伝え、自分は姿を隠す。
その正体はアンジュと同じく、災厄でタタリへと変貌した、帝（ハクの兄）の妻であった、ほのかの遺伝子を元に作りだされたヒト（デコイ）で、外見も似ているためハクが既視感を覚えた理由だった。また帝の配下などの中で彼女およびウルゥルとサラァナだけ、帝やハクの正体などを詳しく知っていることが明示されている。
アニメ版
帝が毒殺されたようには描かれていないためホノカは容疑者にはされておらず、宮廷に忍び込んだクオンらに、直接アンジュを委ねている。

#### ヤマト近衛大将
ヤマトの双璧と呼ばれる人物で、その名は海を越えた國にも聞こえているほど。帝やヤマトの民を、災いから守ることを任としており、定期的に帝都の巡邏も行っている。
オシュトル
声 - 利根健太朗
ヤマト右近衛大将（うこんえたいしょう）を務める武人で、ウコンの本来の姿。帝より仮面（アクルカ）を賜った仮面の者（アクルトゥルカ）のひとり。仮面は、顔の上半分を覆う形状。
清廉潔白で、民からの信頼が篤く、巡邏の時には歓声が上がるほど。将として優れているだけではなく、自ら剣術にも秀でており、かつて試合で、唯一ヴライに土を付けた人物である。
地方の下級貴族出身で、かつてヤマトに仕えて民を守っていた父に憧れ、帝都に上京して仕官する。その後、自身の能力と（本人によると）幸運に恵まれ、右近衛大将にまで上り詰めた。その結果、貴族（特にデコポンポなど）の中には「成上り者」として毛嫌いする者もいる。だがオシュトル自身はこの高すぎる出世が、ウコンとして活動するようになった一因であり、ウコンとしての活動の方が、かつて憧れていた父に近いものだという。
トゥスクル遠征軍が出発した後、自分は帝都の守護を任され留まっていたが、そんな中で帝が崩御。さらにオシュトルは帝の暗殺及び、アンジュ暗殺未遂の容疑をかけられ、投獄される。そこからハク達によって助け出されるが、追跡してきたヴライと戦う殿となり、仮面の力を開放してヴライと激闘を繰り広げる。その最中、ネコネの介入が裏目に出てしまい渾身の攻撃を外してしまうが、仮面に自らの魂を喰わせてまでの執念の一撃でヴライを倒す。ハクにはアンジュを頼むといい、ネコネにハクの支えとなってやってくれと頼み、ウコンとしての声音で別れを告げ、仮面に魂を喰われた者の成れの果てとして消滅した。
アニメ版
ヴライより、アンジュ暗殺未遂容疑で自分が罠にかけられたこと、オシュトルの無実を信じる彼直属の兵士や民が暴動を起こしかねない状況であることを聞かされ、ヤマトを安定させて事態を早急に収集（国家の分裂と内乱で多くの民が犠牲とならないように）するために、この容疑と死罪を受け入れるよう言われ、甘受しようとする。
ミカヅチ
声 - 内田夕夜
ヤマト左近衛大将（さこんえたいしょう）を務める武人。仮面の者（アクルトゥルカ）のひとり。仮面は、顔の左半分を覆う形状。巨大な刃を持つ鉈を武器とする。
落ち着いた物腰のオシュトルとは対照的に、強面で武を重んじる人物。信頼されてはいるが、威圧的な雰囲気のため、ネコネなどヤマトの民からは恐れられていることが多い。普段混雑して賑わっている市も、ミカヅチの巡邏の時には、途端に整然として静かになる。オシュトルとは（特にネコネなどからは）仲が悪いと思われていることがあるが、実際には互いを信頼し、気の合う間柄。
オシュトルがウコンとして活動するようになったことを聞いて真似し「飴屋のサコン」として、頭がはげ上がった老人に変装して、美しい細工を施した飴を帝都で売っている。この姿の時は威圧的な雰囲気は全くなくなり、飄々とした好色な老人のように振る舞っている。そうやって飴を売りながら人々の話を聞き、市井の情報収集をしている。この飴屋の姿は、かつて悪童だった自分にも公平に接してくれ、飴を作りながら色々な土地の話をしてくれた憧れの老人を模したものだという。また、それが縁で菓子の研究にも余念がないなど意外な一面も持ち、時折帝直々に、帝所有の果樹園から様々な果物を頂戴されてはそれを材料とした菓子を模索してネコネなどの女子に試食させており、果物に関しては玄人裸足なほどの知識を持つ。
女性陣には親切で、サコンの姿の時は、よく飴をサービスしている。特にネコネがお気に入りなようで、ネコネに大きな飴を与えたり酒宴の時に酌を頼んだりしている。また「飴屋のサコン」の正体を明かす前にもミカヅチとして、ハクとネコネを自分の屋敷に呼び出し、菓子などを与えている。
一方、周囲に美人が多いハクのことを羨みやっかんでいるようで、ハクには嫌がらせのように、精巧にギギリの形を模した「蟲味」の飴を押しつけてくる。だがハクに「あの飴屋のオヤジを思い出す」と興味を持ち惹かれている部分もあって、自分がミカヅチの姿をしているとき、ハクとネコネが持ってきたオシュトルの手紙より、ハクのことや、彼がオシュトルの密偵として働いていることなどを知らされた後、自分とハクを会わせるよう再度オシュトルに依頼し、白楼閣で酒宴が開かれることになった。その後ハクのことを「友」とまで呼ぶようになっている。
ミカヅチの依頼で、オシュトルが「紹介したい人物がいる」として白楼閣でサコンとハク達を会わせ、サコンがミカヅチの変装であることを自ら明かしたときには、オシュトル以外の全員が絶句するほどに驚いた。
ウズールッシャとの戦いでは仮面の力を使い、崩壊しかけたデコポンポの兵を救出する。また帝崩御の時には、ウズールッシャの残党狩りの任のため帝都を離れていたが、急ぎ帝都に戻る。そして、オシュトルを追おうとするヴライと一戦交え、アンジュの笑顔こそがヤマトの民を幸福にするものであり、ヴライが帝になれるわけはないという自らの信念を叫ぶ。だが、（ハク達が救出していった）アンジュを捜索すべきというライコウに止められ、またオシュトルに対するヴライの執念に感じるものがあり、ヴライを見逃して行かせた。
「昔、妹がいた」という発言をする場面があるが、妹についての詳細は本作の過去を描いた『モノクロームメビウス 刻ノ代贖』にて明らかになる。
アニメ版
帝の崩御とアンジュ暗殺未遂事件発生時に、ウズールッシャに行っていた描写はない。オシュトルの無罪を最初から信じていたが、この事件を冷淡に利用しようとする兄・ライコウに強い反発と怒りを抱く様子がうかがえる。

#### ヤマト八柱将
属国の皇や豪族を出身とし、帝から将の位を与えられた8人。地位は近衛大将よりも上。
ライコウ
声 - 置鮎龍太郎
ミカヅチの兄で「聖賢のライコウ」と呼ばれる。知略による戦いを得意とし、力に頼らずとも必ず勝利するという。
逓信衆（ティリリャライ）という、離れた場所にいても念話で情報伝達ができる兵を使い、正確な情報をもとに緻密な用兵を行う。
情報収集に優れており、ウコンとオシュトルが同一人物で、ネコネがオシュトル本人の妹であることや、ハクがオシュトルの密偵として動いていること、ハクとオシュトル（ウコン）がどのように出会ったかなども、子細に知り尽くしていた。たださすがに、ハクがどこから現れた何者かまでは調べられなかった模様。
トゥスクル侵攻軍を率いる将の一人にして統率者に選ばれたが、罠があると思われる場所に突出するデコポンポの自滅を放置しようとしていた。またいざとなれば、女子供の虐殺なども含んだありとあらゆる方法で勝つために手段を選ばないことをしかねないと、ムネチカに危険視されている。
さらに野心家でもあるらしく、トゥスクル侵攻を急いだ帝の朝議を目にして、今の帝の御代は長くないのではないかと感じ、そのための計略を考え始めている。そんな状況の中トゥスクル遠征軍の指揮官とされてトゥスクルにいたとき、帝崩御の知らせにより帰国したが、ウォシスとヴライの意向により、手兵もろとも帝都より閉め出されている。帝の後釜となる計画を立てていたようだが、帝暗殺を実行した何者かによって先を越された形となった。
その後、ハクの策によって開門されると、我先に入城するデコポンポの後に続いて入城し、悠然と状況を俯瞰しつつ自らの策を動かし始めた模様。
アニメ版
帝都より閉め出される場面はないが、野心家ぶりは健在であり、アンジュ暗殺未遂の件における八柱将らの会議では（オシュトル追い落としの好機とばかりに）オシュトルが実行犯であってもおかしくないかのような発言をして、弟・ミカヅチの不審を買った上、脱走騒ぎのドサクサを利用してアンジュを巻き込むように抹殺を指示した上、オシュトルのみならずヴライの抹殺をも意図し、目的を達成すると自分の上に立てる者はいないとばかりにヤマト中枢を動かす中心となっていく。
ムネチカ
声 - 早見沙織
「鎮守のムネチカ」と呼ばれる。仮面の者（アクルトゥルカ）のひとり。仮面は、顔の下半分を覆う形状だが、他の仮面の者とは異なり、戦いの時にしか仮面は付けない。右手に巨大な鉄拳のようなものをつけて武器とする。
八柱将唯一の女性で、守りの戦いを得意とし、帝都や皇女の守護を主な任とする。また帝よりアンジュの指南役の任を与えられ、ホノカの代理でアンジュの教育係となることもあり、時にはアンジュの尻を叩いて説教している。生真面目で言葉遣いは堅いが性格は温厚で、オシュトルとは強い信頼関係にある。またソヤンケクルのことは、若い自分を指導してくれた人物として尊敬している。一方ムネチカ本人は、ルルティエに憧れられている。
最初、オシュトルに教えられ、白楼閣のハク達の詰め所で遊んでいたアンジュを連れ帰りにやって来る。その後単独、あるいはアンジュの付き添いで白楼閣を訪れて茶や菓子を頂くなどするうちに、ハク達と親しくなっていく。さらにアンジュの使いで「男同士の友情の本」を買いに行くべき場所を尋ねるため白楼閣を訪れたとき、その方面の趣味でルルティエと親密になる。
トゥスクル侵攻軍を率いる将の一人に選ばれたが、帝の崩御によってヤマトの軍勢やハク達が撤退する中、自らは殿となってトゥスクルに残った。彼女を待つことにしたソヤンケクルと合流し、脱出できたかは不明。
アニメ版
トゥスクルからの撤退時、引き上げるヤマトの船を守るためトゥスクルの地に留まり、最後の力を振り絞って戦っている姿を、ハクやクオンらが目撃している。
25話で、トゥスクル兵が警備している屋敷に、仮面がない状態でひとり座っている様子が描かれており、トゥスクルの捕虜になった模様。
ヴライ
声 - 乃村健次
「豪腕のヴライ」と呼ばれる、仮面の者（アクルトゥルカ）のひとり。仮面は、顔の右半分を覆う形状。
帝への忠誠心は非常に高く、力こそ絶対的なものと考えており、帝に刃向かう者はすべて力でねじ伏せようとする。ゲーム版では我が強く暴走しがちな性格で、後述のデコポンポとは異なる意味でトラブルの種になりやすい人物。ウズールッシャとの戦いが起こったときには、剣奴（ナクァン）とされていた元来のヤマトの民も、ウズールッシャの兵もろとも徹底的に殺戮した。
過去に御前試合でオシュトルに敗北を喫した事に、やや鬱屈した思いを抱いている描写がある。
宮廷内にてウォシスが冠童（ヤタナワラベ）と話していた、帝が暗殺されたという話と、アンジュ暗殺未遂の話を耳に挟み、これをオシュトルが企てたものと疑わず、オシュトルに対して激怒する。また帝の死で泣きじゃくり、さらにその後毒によって意識が混濁したアンジュを、帝をつぐ器ではないと感じ、帝位は力あるものが次ぐべきだとの信念を固める。
ハク達との激闘や大封印をされてもまだ戦うことを諦めずにオシュトルを追跡した果てに、仮面の力を開放したオシュトルと戦いを繰り広げ、自らの魂をも仮面に喰わせたオシュトルによって谷の奈落の底へと落ち果てた。
アニメ版
アンジュ暗殺未遂を企てたのは、ヤマトを分裂させて実権を狙っている野心家であると冷静に状況を分析し、オシュトルが無実である事を確信しつつも、ヤマトの分裂と瓦解を防ぐために事態の早期収束を優先して、オシュトルにアンジュ暗殺未遂の容疑をかぶって首を差し出すことを求める。また、乱世へ向かうヤマトの安寧には武人としての実力主義で帝位継承を決するべきだとの信念から、先帝には及ばないと自覚しつつも自身が意思を継ぎ力でヤマトを統治すべきと考える。オシュトルとの激戦の果てに心臓に刀を突き立てられ、果てる。
ウォシス
声 - 菊池幸利
「影光（えいこう）のウォシス」の二つ名を持つ人物。個性が強い八柱将の纏め役で、ヤマトの実質的な大老。物腰は柔らかいが、時折、その瞳に冷たい光を宿す人物。
「ラウラウ先生」の名のもと、趣味で（本人によると「本業」）絵物語を描いており、その原稿を届けるためなどで、たびたび市井に現れている（この時は眼鏡をかけている）。ルルティエはラウラウ先生の大ファンだが、彼の正体は知らない。偶然「ラウラウ先生」とハク達が出会ったとき、一緒にいたネコネとは既知の間柄で、ネコネは彼の正体も知っていたが、自分が八柱将であることは、その場でネコネに口止めしている。
帝の暗殺とアンジュ暗殺未遂の事件が起こると、オシュトルとホノカが容疑者とされたことに疑問を抱きつつ、ヤマトの安定を第一に考えてオシュトルを投獄させる。またトゥスクルより帰還したライコウとデコポンポ及びその手兵を、アンジュの命として“静寂の中喪に服すべし”という理由により帝都から閉め出し、ヴライ配下によるオシュトルへの拷問なども黙認している。
アニメ版
聖廟内部の人工の自然環境の庭園に入ることができることが明かされ、そこで帝へ状況の報告を行っている。また、アンジュ暗殺未遂事件では、オシュトルが犯人であるかのように審議を誘導し、その脱走を抹殺の口実とするなどその心底に冷酷なものがある様子がうかがえる。
ソヤンケクル
声 - 最上嗣生
ヤマトの属国シャッホロの皇（オゥルォ）であり、帝よりヤマト全領海の統治を任じられ、海上交易の免状や港の管理などを行っている海の男で、「溟海のソヤンケクル」の異名を持つ。帝より賜ったポロロウンハという巨船型居城の主。アトゥイの父で、娘を溺愛している。アトゥイからも好かれているが、スキンシップは嫌がられている。
トゥスクル侵攻軍を海運し、またハク達がトゥスクルに向かうことになったときにも、一行をポロロウンハに乗せてトゥスクルまで運んだ。その後、帝崩御の知らせを受けてヤマトの軍勢が撤退することになったとき、自分は殿を勤めるムネチカを最後まで待つことにし、ハク達は部下に任せて帝都まで送らせた。
アニメ版
トゥスクルからの撤退後、自分もハク達と共に、帝都にまで引き上げている。
オシュトルによるとされるアンジュ暗殺未遂事件が起こり、さらにオシュトル、アンジュがハク達によって連れられ逃亡したときには、帝都の海側を海軍で包囲するが、アトゥイが乗り、クオンやアンジュらが隠れていた小舟を、敢えて見逃している。
オーゼン
ヤマトの属国クジュウリの皇（オゥルォ）。戦いの才があるだけではなく、自ら陣頭に立って荒れ地を開墾した功績を認められ八柱将となったため「楽土のオーゼン」と呼ばれている。
15人の子を持ち、ルルティエは末子にあたる。ルルティエを箱入りに育てすぎたと考え、オシュトルの元に預けて、見聞を広げさせることにする。
ゲーム版、アニメ版共に、皇女の聖誕祭などで姿が見えるのみであり、セリフはない。
トキフサ
声 - 志賀麻登佳
強弓の使い手で「調弦のトキフサ」の異名を持つ。攻守共に堅実な戦いを旨とするが、逆に言えば能力的に際立った部分がないといえる人物。実力的に八柱将に選ばれるほど有能とも言えないが後述のデコポンポの無能さが際立っているせいで、現在、さほど問題視されていない。
デコポンポ
声 - 大川透 / 浜田賢二（ゲーム『斬』一部代役）
忠臣で有能だった親の七光りによって八柱将になったような人物。アニメ版ではそのまま「七光のデコポンポ」というテロップがつけられていた。贅沢好きで、自分の屋敷を華美に飾り立てている。語尾に「にゃも」をつけたしゃべり方をする。
戦の才もないが傲慢で悪知恵も働き、裏事業などの汚職を行いつつも、いつもうまくもみ消している。オシュトル（ウコン）が、時にはハクにも依頼して何度も探りを入れているが、古くからの貴族の家系で横の繋がりも強いため、八柱将の地位を守り続けている。しかし、そうした事が他の八柱将から決定的な侮蔑を買う結果を招いており、ライコウからは「豚（ブルタンタ）」呼ばわりされたり、ミカヅチからは「八柱将の面汚し」と呼ばれたりしている。
だが芸術や財宝などの金銭的価値があるものの採集能力はオシュトルにも評価されており、その才だけを世のために生かせるのならひとかどの人物になれたと惜しまれた。
ウズールッシャとの戦いでは、采配士であるマロロの忠言をことごとく無視し、自軍を壊滅させかけるが、かろうじてミカヅチに救われる。その汚名をそそぐ機会として、トゥスクル侵攻軍にも選出された。だがそこでも突出を繰り返して兵を損耗させ、さらにムネチカの兵に、損害を引き受けさせようとする。
その後、帝崩御の連絡を受けて帰国している。
アニメ版
ウズールッシャがヤマトに侵攻してきたときの軍議で、存在をほとんど無視され、針の筵に乗せられたような屈辱を受けるものの、素行を改めるどころか、自己顕示欲のままに軍の基本方針を突き崩すような暴走を見せた。
また、アンジュ暗殺未遂の容疑をかけられたオシュトルから、預けられた仮面（アクルカ）をそのまま隠匿し、弄んだ挙句に失ってしまうという失態を犯すなど、愚昧な性格を遺憾なく発揮している。

#### 近衛大将、八柱将の関係者
シチーリヤ
声 - 三宅麻理恵
ライコウの小姓にして腹心として、ライコウの緻密な指示を迅速にこなす。ミルージュとは同じ部族の出身で、黒い髪をしている。
ミルージュ
声 - 高森奈津美
ミカヅチの小姓。強面のミカヅチにも滅多に臆することなく、庶務をこなす物腰柔らかな人物だが、ライコウのことは苦手としている模様。シチーリヤと同じ部族の出身で、銀色の髪をしている。
シャスリカ
声 - 浅利遼太
ウォシスが側に置いている3人の冠童（ヤタナワラベ）のうちのひとりで、栗色の髪をしている。小姓かつ護衛としてウォシスを補佐するほか、ウォシスの趣味にも付き合わされている。3人の冠童のリーダー的な存在。
リヴェルニ
声 - 田丸篤志
ウォシスが側に置いている3人の冠童のうちのひとりで、青い髪をしている。他の2人に比べやや消極的な性格。
ラヴィエ
声 - 鈴木晴久
ウォシスが側に置いている3人の冠童のうちのひとりで、癖のある茶色の髪をしている。理知的で状況分析に長ける。
ボコイナンテ
声 - 中西としはる
デコポンポの腹心。軍略は稚拙だが、悪事でデコポンポを補佐している。

#### その他の人物
モズヌ
声 - 拝真之介
街道を荒らしていた盗賊団の首領。ノスリと手を組んでルルティエ一行を襲うように仕向けられるが、これはモズヌのアジトの位置を突き止めようとしていたウコンの仕組んだ計略だった。その後モズヌはアジトから、秘密の通路を通って逃げ出すが、ルルティエと共に待機していたハク達と鉢合わせ、ココポに叩きのめされた後、オシュトルに捕らえられる。だがその後、たびたび脱走を行って帝都で強盗を働き、ハク達が依頼を受けて追う羽目になる。
最終的にはハク達に捕らえられ、「アンジュ誘拐の実行犯」として、ノスリの身代わりに差し出された。
アニメ版
最初に捕らえられてオシュトルに引き渡された後は出番がないが、最終話にて、破壊された帝都の瓦礫を片付けている者達の中に、その姿が見える。
ユゥリ
声 - 佐藤恵
ある豪族の隠し子である少女。父が死去したとき、彼の遺書から隠し子であることが発覚し、遺産の一部を受け継がせるよう書かれていた。だがユゥリ本人は、遺産相続の内紛に巻き込まれて辟易したため、遺産の権利を放棄して帝都から抜け出し、婚約者のンハライと新天地で暮らすことにする。その帝都脱出までを、オシュトルより依頼されたハクたちが護衛することになるが、遺産を狙う追っ手を騙すため男装していたところ、アトゥイに一目惚れされてしまった。
アニメ版には登場しない。
ンハライ
声 - 野間田一勝
ユゥリの婚約者。新天地でユゥリを守って暮らすことを決意する。帝都よりハクたちが脱出させたユゥリと合流し、去って行った。
アニメ版には登場しない。
旅籠屋の女将
声 - 羽吹梨里
ハクとクオンが最初に到着したシシリ州の集落にあった、旅籠屋の女将。クオンに薬草採取などの仕事を依頼していた。
チャラフン
声 - 浅利遼太
帝都でアトゥイが一目惚れした相手のひとり。その正体は詐欺師で、仲間にアトゥイを襲わせ、自分がアトゥイを助けるという芝居を打つことでアトゥイの信頼を得たあと、アトゥイから金を巻き上げようとしていた。だがアトゥイ本人が彼の仲間を叩きのめす姿を見て恐れおののき、逃げ出す。
アニメ版には登場しない。

### ウズールッシャの人物
グンドゥルア
声 - 小松史法
ウズールッシャの多数の部族を、一代にしてまとめ上げた王。実力はあるが自惚れが強い上に残忍な性格で、自分の気にくわない知らせを持ってくる者は、敵の使者どころか味方の使者であっても殺すほど。
ウズールッシャの軍勢がヤマトに敗れた後の生死は不明。
ゼグニ
声 - 下山吉光
ウズールッシャの将である千人長。エントゥアの父で、グンドゥルアにも臆せず自分の意見をはっきり言う、思慮に長けた誇り高い武人。
ヤマトの反撃に遭って絶望的な状況に陥ったのが解っておりつつ、グンドゥルアを逃がすため自ら殿を引き受けた結果、オシュトルに敗れて戦死した。
エントゥア
声 - 米澤円
ゼグニの娘。元来は裁縫や料理が好きであるなど、女性らしくて温厚な人物だが、尊敬する父・ゼグニを補佐するため自らも戦いの場に出る。
兵糧や、剣奴（ナクァン）の人質の管理などを任されていたが、シノノンのことは養い子のように優しく扱っていた。
ゼグニがオシュトルに敗れる場面を目撃し、父の仇を取ろうとオシュトルを襲うが全く歯が立たず、オシュトルに敢えて見逃される。その後、今わの際にあったゼグニより「仇など討とうとしてはならぬ」「女としての幸せを手に入れるのだ」と言われ、さらにウズールッシャの残党を捜索していたヤクトワルトやハクにも敢えて見逃された結果、新たな生き方を模索することになる。
その後、放浪の結果ヤマトの帝都にたどり着いてホノカに見いだされ、自身がウズールッシャ出身であることを知られるものの宮廷の女官として召し抱えられ、さらにウォシスにより、皇女御側付に推挙される。
だが帝の崩御後、自らがオシュトルに頼まれたと“思い込んで”アンジュに持っていった茶に毒が混入されていた。その後、茶を持っていくのを自分に頼んだのが本当にオシュトルだったのか、記憶がはっきりしないと語っている。
さらに、帝暗殺の共謀者ということにされたホノカより、ハクに状況を伝えて助けを求めるよう頼まれて白楼閣に現れ、オシュトルやアンジュのこと、ホノカのことなどをハク達に語っている。
ハク達が、オシュトルとアンジュを救出してエンナカムイへ向かった後も、姿を隠したホノカを案じて、自らは帝都に残ることにする。だが、生きていたヴライがオシュトルの後を追ったことを知ると、警告するため自分もハク達の後を追ったが、ヴライより先には追いつけなかった。
アニメ版
ゼグニとともに戦場に出る場面、倒れたゼグニを抱きかかえる場面だけが描かれており、ヤマト宮廷の女官として召し抱えられる以降の話はカットされている。

### 過去の人物
兄
ハクの過去の記憶に出る兄。ハクからは「兄貴」と呼ばれている。災厄から生き延びた現在はヤマトの帝となっている。
ほのか
「兄」の妻。ハクは「ほのか義姉さん」と呼んでいた。過去に起きた災厄によって、タタリへと変貌してしまった。
チィちゃん
ほのかの娘で、ハクの姪にあたる。ハクを「おじちゃん」と呼んで懐いており、彼にカレーを作るなどしていた。過去に起きた災厄によって、タタリへと変貌してしまった。
アイスマン
ハクが過去に別の方面にあった人類の研究所からハッキングして得たデータにあった、当時のハク達から見ても更に過去から発掘された古代人。前作の主人公ハクオロの過去の姿。ゲーム版では肉体の解析図、アニメ版では実験されていたアイスマンを撮影した写真を通じてハクと帝が見た姿となっている。詳細は前作参照。
ハクオロとしての彼は前作で彼に関わっていたカルラ、アルルゥ、カミュ達は、ハクを通して、どこかハクオロを想起させるように感じ取っている。

### 前作からの登場人物（トゥスクル出身の人物）
ベナウィ
声 - 浪川大輔
トゥスクルの侍大将。冷静沈着かつ、知略に優れ、自らも槍術の達人である武将。その知略はクオンが非常に高く評価しており、また武術においても、ムネチカが苦戦するほどの屈強な強さを持つ。
トゥスクルに侵攻してきたムネチカの軍勢を迎え撃ち、ムネチカと一騎討ちになるが、ヤマトの帝が崩御したという知らせをムネチカより先に聞いていたらしく、ムネチカに撤退を勧告して引き上げている。
クロウより、ハクが奇想天外な手を使ってトゥスクルの補給物資を襲撃したこと、クオンがヤマトの陣営にいて息災なことを聞き、僅かに嬉しそうな様子を見せている。
クロウ
声 - 小山剛志
ベナウィの片腕である豪傑の武将。刀身の長い太刀を武器とする。恐ろしく丈夫で、ハクやアトゥイ、ヤクトワルト達が本気で戦いを挑んでもやられたふりをするなど、クオンからは遊んでいると評されるほどの強さを持ち、「戦狂い」とも言われている。
クオンのことを「お嬢」と呼ぶ一方、ヤマト側についていたクオンの行動を「子供の遊び」と笑って、戦場に立つ心構えを問うた。また、クオンと行動を共にしていた男の名が「ハク」だと聞いて驚く。
またハクの大胆な策略は「あの御方」を思い出すとベナウィに語って笑っている。
カルラ
声 - 田中敦子
旅でトゥスクルを離れた後、ヤマトの帝都にやってきてこの國の文化などに興味を抱き、しばらく帝都に居座ることにする。だが、蒸し風呂ではない湯船がある風呂恋しさに、自ら風呂がある旅籠屋白楼閣を帝都に立ち上げて女主人となり、最上階の隠し部屋を私室とするようになった。
クオンの育ての親のうちのひとりだが、クオンには「カルラお姉様」と呼ばせており、「カルラお母様」と呼ばれそうになると凄まじい殺気を放って黙らせる。クオンの育ての親の中で、最もクオンが尊敬する人物だという。クオンが旅に出たときにも音信不通であったようであり、ヤマトの帝都にやってきたクオンと、久しぶりに再会することになった。クオンを、かつて生涯で唯一愛し慕った「あのお方」の御子として大事に思っており、厳しく接しているが時折過保護気味になる事も。
その後、帝の暗殺とアンジュ暗殺未遂の事件が起こり、オシュトルとアンジュ救出を計画するハクやクオンに、宮廷へ通じる地下水路の地図を渡している。
アニメでは偶然とはいえ、ハクと混浴をした。
トウカ
声 - 三宅華也
カルラと共に旅に出て、白楼閣の設立を手伝う。当初は白楼閣の用心棒をしていたが、白楼閣にちょっかいを出してくるものがいなくなったため、有事の時まで白楼閣の女子衆（おなごし）として働くことにするが、女子衆としての仕事は、うっかり者のため苦手。
クオンの育ての親のうちのひとりで、クオンからは「トウカお母様」と呼ばれている。カルラ同様、クオンが旅に出たときにも音信不通だったらしく、ヤマトの帝都にてクオンと久しぶりに再会する。ヤクトワルトがハク達と共にトゥスクルに遠征している間シノノンを預かっており、シノノンにもよくなつかれていた。カルラ同様にクオンを、かつて忠誠を誓い、そして生涯で唯一愛し慕った「あのお方」の御子として、時折親バカな一面もみせる。
最初、オシュトルとアンジュ救出に向かうクオンに同行することを考えたが、クオンの成長や、彼女の仲間達を見て、自分の助けは必要ないと考え、白楼閣に留まった。
アルルゥ
声 - 沢城みゆき
前作のヒロイン・エルルゥの妹。トゥスクル使節団一行の大使として、ムックルとガチャタラを連れ、カミュらと共にヤマトへやってくる。クオンの家族代わりに育った人物のひとりで、クオンのことは「クー」と呼び、クオンには「アル姉様」と呼ばれている。
オシュトルの依頼によって、ハクの護衛（という名目での観察）の対象となる。だがアルルゥはカミュと共に一行から抜けだし、クオンの匂いを追って白楼閣までやってきてハク達と出会い、クオンと再会する。その後も白楼閣にたびたび現れ（目的の半分はルルティエの菓子目当て）、ネコネやルルティエたちに、幼少期のクオンの恥ずかしい話（アルルゥやカミュによると「クーのかわいさ」）を次々と暴露し、クオンを半泣きにさせていた。
帝都から離れる直前、改めてカミュと共に白楼閣に現れ、共に帰国するようクオンに告げる。だが、まだ帰国したくないというクオンの意思を尊重し、ハクにクオンのことを委ねて、カミュと共に去って行った。
だがハクの死を聞いて茫然自失となり、エンナカムイより歩き去ったクオンを連れ帰るため、オボロらと共に現れている。
アニメ版
クオンの過去を暴露する代わりに、カミュと共にひたすらクオンに過保護に接して、クオンをうんざりさせる描写となっている。また原作では、帝本人と会ったことがセリフで触れられているだけだが、アニメ版ではカミュと共に、アンジュと対面しているシーンが直接描かれている。この時、帝の姿は見えない。またヤマトによるトゥスクル侵攻では、輸送部隊であったハク達を分断させている。
カミュ
声 - 釘宮理恵
アルルゥと共に、トゥスクル使節団一行の巫（カムナギ）として、ヤマトへやってくる。クオンの家族代わりに育った人物のひとりで、クオンのことは「クーちゃん」と呼び、クオンには「カミュ姉様」と呼ばれている。
帝都滞在中、アルルゥと共に白楼閣にたびたび現れ、クオンの幼少期の話を次々と暴露してしまっている。
またヤマトでは、カミュのように翼を持つオンカミヤリュー族はほとんど見られることがないようだが、他人に認識されないようにする術を使って自分たちが目立たないようにし、アルルゥと共に、ハクやクオン達と帝都見物も行っている。
オボロ
声 - 桐井大介
クレジットでは「鋭い眼光の男」。口髭を生やすようになっている。形式上ではハクオロ無き後のトゥスクルの現皇であり、「兄者」同様の激務に追われる毎日をそれなりにこなしてはいるが、「兄者」のようにこなしきれてはいないと精神を擦り切らせている事も。
帝都の町中で密かにクオンと会って何かの話をしているのを、ハクが小耳に挟む場面がある。
またアルルゥ達が帝都にやってきたのと同時期に、居酒屋でひとり酒を飲んでいたハクの前に、ドリィ、グラァを伴って現れる。「忍びの商旅」として名や正体を隠し、無愛想ながらハクにヤマトのことやハク自身のことなどを尋ねる。その後泥酔し、ひたすら自分の「娘」の話をしたあと酔いつぶれ、ドリィ、グラァに連れられて去って行った。
その後はハクの死を聞いて茫然自失となり、エンナカムイから帰国しようとするクオンを出迎えて彼女を優しく抱き留め、自分を「お父さま」と呼んで泣きつくクオンを見て、彼女の心中を察した。
アニメ版
先述のくだりはカットされており、ウォシスが先皇の陵の調査を求めてトゥスクルへと交渉に来たとき、先皇の後継者の地位にある描写で初登場している。
エンナカムイからトゥスクルに戻ってきたクオンを抱き留める場面はあるが、セリフはない。
ドリィ、グラァ
声 - 渡辺明乃
クレジットでは「双子の少年たち」。前作と同じく、オボロを「若様」と呼んでいる。
二人だけで白楼閣のクオンの部屋に現れ、せめて「若様」にあって話をするようクオンを説得しているのを、廊下を歩いていたハクが小耳に挟む場面がある。
その後オボロに付き従った状態で、帝都の居酒屋に現れてハクと会い、飲食しながらハクとオボロの仲介をするように会話している。
アニメ版
先述のくだりはカットされており、トゥスクルにて、オボロの側に控える形で登場している。
ウルトリィ
声 - 大原さやか
ゲーム版では名前のみ登場。トゥスクルで、父より受け継いだ賢大僧正（オルヤンクル）の任を務めていたが、彼女を連れてくるようカルラに言われたトウカによって、ヤマトの帝都に連れ出され、白楼閣の風呂を作るための水脈を確保させられたという。クオンからは「ウルお母様」「賢大僧正」と呼ばれている。
アニメ版
幼いクオンに勉強を教えている描写がある。またウズールッシャとの戦の後トゥスクルにやってきたウォシスが、先皇の陵の調査などを求め交渉してきたとき、オボロなどとの同意のもとに断っている。
ムント
名前のみ登場。ウルトリィやカミュのお目付役。サボり癖のあるカミュに辟易している模様。

### ダウンロードコンテンツキャラクター
ゲーム初回版にダウンロードコードが付属しているほか、単体での発売も行われている。ダウンロードすることでシミュレーションパートのユニットとして使用可能。使用しても、ストーリーには一切関わらない。
元来は『ToHeart2』に登場するキャラクターで、それぞれに『ToHeart2 ダンジョントラベラーズ』における侍、水着の2種類がある。
向坂 環（こうさか たまき）
声 - 伊藤静
攻撃力の高い前衛向きキャラ。
久寿川 ささら（くすがわ ささら）
声 - 小野涼子
自分も戦闘が可能なだけではなく、回復や防御の術を使用可能。

## スタッフ
- プロデューサー - 下川直哉
- ディレクター - 甘露樹
- 原案・シナリオ - 菅宗光
- シナリオ - 暮羽松葉、まるいたけし、涼元悠一、中村浩二郎
- キャラクターデザイン - 甘露樹、みつみ美里
- 音楽監督 - 下川直哉
- オープニングイメージボード - カワタヒサシ
- オープニングアニメーション制作 - WHITE FOX

## 主題歌
オープニング・エンディングテーマ「ヌエドリ」
作詞 - 須谷尚子 / 作曲・編曲 - 衣笠道雄 / 歌 - Suara
エピローグテーマ「恋夢」
作詞 - 須谷尚子 / 作曲・編曲 - 松岡純也 / 歌 - Suara

## 反響
本作は発売直後から累計販売本数が10万本を突破するなど、前作同様好調な売り上げをたたき出した。

## コラボレーション
同社の別作品『To Heart』の世界に本作シリーズ世界のキャラを放り込んだ『うたわれ学園』というプロモーション系MAD、および本作シリーズ関連楽曲を用いた『奏楽の宴』という、うたってみた/演奏してみた系動画の各コンテストが行われた。募集期間内に公式サイト内で素材配布も行われた。

## インターネットラジオ
『継うたわれるものらじお』が、2015年5月11日から6月22日まで隔週月曜日にプレ配信、2015年7月6日より毎週月曜日に本配信開始されている。本配信パーソナリティは柚木涼香（前作のヒロインであるエルルゥ役）と村瀬歩（キウル役）。
また、前作アニメ化作品『うたわれるもの』の再放送にあわせ、2015年7月7日（ちょうど初回配信の9周年目の日にあたる）より『うたわれるものらじお』の再配信が毎週火曜日、12月22日の第25回まで配信された。

## テレビアニメ
2015年10月から2016年3月まで放送された。

### スタッフ（アニメ）
- 原作 - アクアプラス
- 監督 - 元永慶太郎
- シリーズ構成 - 鴻野貴光
- シナリオ監修 - 菅宗光
- キャラクター原案 - 甘露樹、みつみ美里
- キャラクターデザイン・総作画監督 - 中田正彦
- プロップデザイン - 鈴木典孝、岩畑剛一
- イメージボード - 緒川マミオ
- 文字デザイン - コレサワシゲユキ、灯夢
- 美術設定 - 李炫定、野村正信
- 美術監督 - 高峯義人
- 色彩設計 - 佐藤美由紀
- 撮影監督 - 木村俊也
- 3Dディレクター - 宍戸光太郎
- 編集 - 木村祥明
- 音響監督 - えびなやすのり
- 音楽 - アクアプラス、下川直哉、衣笠道雄、松岡純也、林茂樹
- エグゼクティブプロデューサー - 下川直哉、入江祥雄
- プロデューサー - 森井佑介、鈴木康太
- 制作プロデューサー - 岩佐岳
- アニメーションプロデューサー - 吉川綱樹
- アニメーション制作 - WHITE FOX
- 製作 - うたわれるもの偽りの仮面製作委員会（キングレコード、アクアプラス、エンスカイ、MAGES.、クロックワークス、ユメノソラホールディングス）

### 主題歌（アニメ）
オープニングテーマ
「不安定な神様」（第2話 - 第12話）
作詞 - 須谷尚子 / 作曲 - 下川直哉 / 編曲 - 小林俊太郎 / ストリングスアレンジ - Eric Gorfain / 歌 - Suara
「天かける星」（第13話 - 第25話）
作詞 - 須谷尚子 / 作曲 - 中上和英 / 編曲 - 衣笠道雄 / 歌 - Suara

エンディングテーマ
「ユメカウツツカ」（第2話 - 第12話）
作詞 - 巽明子 / 作曲・編曲 - 松岡純也 / 歌 - Suara
「星降る空仰ぎ見て」（第13話 - 第24話）
作詞 - 須谷尚子 / 作曲・編曲 - 衣笠道雄 / 歌 - Suara
挿入歌
「運命 -SADAME-」（第17話）
作詞 - 牛島弥美 / 作曲・編曲 - 豆田将 / 歌 - クオン（種田梨沙）
「ヌエドリ」（第25話）
作詞 - 須谷尚子 / 作曲・編曲 - 衣笠道雄 / 歌 - Suara

### 各話リスト
| 話数       | サブタイトル     | 脚本       | 絵コンテ              | 演出              | 作画監督                                                  | 放送日時       |
| ---------- | ---------------- | ---------- | --------------------- | ----------------- | --------------------------------------------------------- | -------------- |
| 第一話     | タタリ           | 鴻野貴光   | 元永慶太郎            | 松村樹里亜        | 中田正彦                                                  | 2015年 10月4日 |
| 第二話     | 義侠の男         | 中村浩二郎 | 元永慶太郎            | 武市直子          | 池上太郎                                                  | 10月11日       |
| 第三話     | 帝都への道       | 中村浩二郎 | おざわかずひろ        | おざわかずひろ    | 木宮亮介                                                  | 10月18日       |
| 第四話     | 帝都             | 日暮茶坊   | 岩畑剛一              | 土屋浩幸          | 池田有                                                    | 10月25日       |
| 第五話     | 海賊娘           | 鴻野貴光   | 又賀大介              | 又賀大介          | 又賀大介、森賢                                            | 11月1日        |
| 第六話     | 楼閣の主         | 日暮茶坊   | 川村賢一              | 中村和久          | 中村和久                                                  | 11月8日        |
| 第七話     | 幼き皇女         | 中村浩二郎 | 岩畑剛一              | 江口大輔          | 坂井久太、小柳達也                                        | 11月15日       |
| 第八話     | 帝都捕物帳       | 鴻野貴光   | 碇谷敦                | 碇谷敦            | 竹田直樹                                                  | 11月22日       |
| 第九話     | 神眠りし國の使者 | 鴻野貴光   | おざわかずひろ        | おざわかずひろ    | 木宮亮介                                                  | 11月29日       |
| 第十話     | 恋慕             | 眞島浩一   | 川村賢一              | 武市直子          | 池上太郎                                                  | 12月6日        |
| 第十一話   | 皇女の火遊び     | 福嶋幸典   | 川村賢一              | 土屋浩幸          | 池田有、木宮亮介、中村和久 池上太郎、相澤秀亮、井元一彰   | 12月13日       |
| 第十二話   | 鎖の巫           | 中村浩二郎 | 島津裕行              | 松村樹里亜        | 中村和久                                                  | 12月20日       |
| 第十三話   | 八柱将           | 鴻野貴光   | 元永慶太郎            | 江口大輔          | 渡邉八恵子、奈須一裕                                      | 2016年 1月3日  |
| 第十四話   | 剣豪             | 福嶋幸典   | 岩畑剛一              | 又賀大介          | 又賀大介、森田実                                          | 1月10日        |
| 第十五話   | 仮面             | 中村浩二郎 | 元永慶太郎 岩畑剛一   | 碇谷敦            | 竹田直樹、浅利歩惟                                        | 1月17日        |
| 第十六話   | 宴               | 日暮茶坊   | 露日塚俳優人 岩畑剛一 | 土屋浩幸          | 山本善哉、相澤秀亮                                        | 1月24日        |
| 第十七話   | 残照             | 鴻野貴光   | 元永慶太郎            | 武市直子          | 池上太郎                                                  | 1月31日        |
| 第十八話   | 侵攻             | 眞島浩一   | おざわかずひろ        | おざわかずひろ    | 池田有、加藤明日美 ぐんそう、渡邉八恵子                   | 2月7日         |
| 第十九話   | 炎上             | 福嶋幸典   | 川村賢一              | 土屋浩幸          | 木宮亮介、竹田直樹 奈須一裕、浅利歩惟                     | 2月14日        |
| 第二十話   | 武人             | 鴻野貴光   | 又賀大介              | 又賀大介          | 中村和久、又賀大介                                        | 2月21日        |
| 第二十一話 | 崩御             | 中村浩二郎 | 川村賢一              | 美甘義人          | 山本善哉、相澤秀亮、加藤明日美 ぐんそう、中田正彦         | 2月28日        |
| 第二十二話 | 救出             | 福嶋幸典   | おざわかずひろ        | おざわかずひろ    | 池田有、渡邉八恵子、中村和久 奈須一裕、青野厚司           | 3月6日         |
| 第二十三話 | 脱出             | 眞島浩一   | 岩畑剛一              | 岩畑剛一 武市直子 | 池上太郎、木宮亮介、相澤秀亮 加藤明日美、中田正彦、池田有 | 3月13日        |
| 第二十四話 | 覇者たるもの     | 中村浩二郎 | 碇谷敦                | 碇谷敦            | 竹田直樹、浅利歩惟                                        | 3月20日        |
| 第二十五話 | 意志を継ぐもの   | 日暮茶坊   | 元永慶太郎            | 土屋浩幸          | 中田正彦、中村和久、池上太郎 木宮亮介、池田有             | 3月27日        |

### 放送局
| 放送期間                      | 放送時間                     | 放送局     | 対象地域   | 備考                      |
| ----------------------------- | ---------------------------- | ---------- | ---------- | ------------------------- |
| 2015年10月4日 - 2016年3月27日 | 日曜 1:00 - 1:30（土曜深夜） | TOKYO MX   | 東京都     |                           |
| 2015年10月6日 - 2016年3月29日 | 火曜 2:05 - 2:35（月曜深夜） | テレビ愛知 | 愛知県     |                           |
| 2015年10月7日 - 2016年3月30日 | 水曜 3:00 - 3:30（火曜深夜） | 毎日放送   | 近畿広域圏 | 『アニメ特区』第2部       |
| 2015年10月8日 - 2016年3月31日 | 木曜 23:00 - 23:30           | AT-X       | 日本全域   | CS放送 / リピート放送あり |
| 2015年10月9日 - 2016年4月1日  | 金曜 23:00 - 23:30           | BS11       | 日本全域   | BS放送 / 『ANIME+』枠     |

| 配信期間         | 配信時間               | 配信サイト         |
| ---------------- | ---------------------- | ------------------ |
| 2015年10月9日 -  | 金曜 23:30 - 土曜 0:00 | ニコニコ生放送     |
| 2015年10月10日 - | 土曜 0:00 更新         | ニコニコチャンネル |
| 2015年10月17日 - |                        | バンダイチャンネル |
|                  |                        | GYAO!              |

### BD
| 巻 | 発売日        | 収録話          | 規格品番      |
| -- | ------------- | --------------- | ------------- |
| 上 | 2016年3月30日 | 第1話 - 第12話  | KIXA-90595〜9 |
| 下 | 2016年6月29日 | 第13話 - 第25話 | KIXA-90600〜4 |

### 映像特典
Blu-ray BOX収録短編エピソード。
| 話数             | サブタイトル                  | 脚本                | 絵コンテ         | 演出             |                  |                  |
| Blu-ray BOX 上巻 | Blu-ray BOX 上巻              | Blu-ray BOX 上巻    | Blu-ray BOX 上巻 | Blu-ray BOX 上巻 | Blu-ray BOX 上巻 | Blu-ray BOX 上巻 |
| ---------------- | ----------------------------- | ------------------- | ---------------- | ---------------- | ---------------- | ---------------- |
| 1                | クオンのいい旅夢気分 其の一   | 中村浩二郎          | 田村正文         | 川西泰二         |                  |                  |
| 2                | クオンのいい旅夢気分 其の二   | 中村浩二郎          | 田村正文         | 川西泰二         |                  |                  |
| 3                | クオンのいい旅夢気分 其の三   | 中村浩二郎          | 田村正文         | 川西泰二         |                  |                  |
| 4                | ネコネとキウル 其の一         | 中村浩二郎          | 田村正文         | 川西泰二         |                  |                  |
| 5                | ネコネとキウル 其の二         | 中村浩二郎          | 田村正文         | 川西泰二         |                  |                  |
| 6                | ネコネとキウル 其の三         | 中村浩二郎          | 田村正文         | 川西泰二         |                  |                  |
| 7                | ネコネとキウル 其の四         | 中村浩二郎          | 田村正文         | 川西泰二         |                  |                  |
| 8                | ルルティエのお料理教室 其の一 | 中村浩二郎          | 田村正文         | 川西泰二         |                  |                  |
| 9                | ルルティエのお料理教室 其の二 | 中村浩二郎          | 田村正文         | 川西泰二         |                  |                  |
| 10               | ルルティエのお料理教室 其の三 | 中村浩二郎          | 田村正文         | 川西泰二         |                  |                  |
| 11               | 苦労すアンジュ 其の一         | 中村浩二郎          | 田村正文         | 川西泰二         |                  |                  |
| 12               | 苦労すアンジュ 其の二         | 中村浩二郎          | 田村正文         | 川西泰二         |                  |                  |
| 13               | 苦労すアンジュ 其の三         | 中村浩二郎          | 田村正文         | 川西泰二         |                  |                  |
| Blu-ray BOX 下巻 |                               |                     |                  |                  |                  |                  |
| 14               | シノノンはじめてのおつかい    | 中村浩二郎 眞島浩一 | 中村和久         | 武市直子         |                  |                  |
| 15               | ウルゥルとサラァナの戦い      | 中村浩二郎 眞島浩一 | 中村和久         | 武市直子         |                  |                  |
| 16               | アトゥイと休日 其の一         | 中村浩二郎 眞島浩一 | 中村和久         | 武市直子         |                  |                  |
| 17               | アトゥイと休日 其の二         | 中村浩二郎 眞島浩一 | 中村和久         | 武市直子         |                  |                  |
| 18               | 名探偵ノスリ                  | 中村浩二郎 眞島浩一 | 中村和久         | 武市直子         |                  |                  |

## 関連作品

### 漫画
同名タイトルのコミカライズが、『電撃G'sコミック』（KADOKAWA刊）2016年3月号 - 2017年2月号まで連載。以降は休載になっていたが、2018年5月号にてコミックス2巻にて終了したことが告知された。
- 原作 - AQUAPLUS / 著者 - 平こさか
- 刊行レーベル - 電撃コミックスNEXT（発売 - KADOKAWA）

既刊一覧
1. 2016年7月27日初版、ISBN 978-4-04-892224-1
2. 2017年2月27日初版、ISBN 978-4-04-892793-2